# 28. Mai
Der 28. Mai ist der 148. Tag des gregorianischen Kalenders (der 149. in Schaltjahren), somit bleiben 217 Tage bis zum Jahresende.

## Ereignisse

### Politik und Weltgeschehen

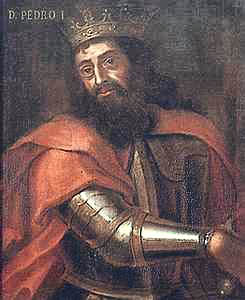
1357: Peter I.

- 0585 v. Chr.: Eine durch Thales vorhergesagte Sonnenfinsternis bewirkt laut Überlieferung einen Waffenstillstand zwischen den Lydern und den Medern in der Schlacht am Halys.
- 1037: Die Constitutio de feudis Kaiser Konrads II. gestattet dem niederen Adel die Erblichkeit der Lehen in Reichsitalien.
- 1172: Der venezianische Doge Vitale Michiel II. wird in der Lagunenstadt bei der Kirche San Zaccaria von Marco Casolo erdolcht. Dem Dogen wird Verantwortung für die Niederlage in einem Rachefeldzug gegen Byzanz unterstellt.
- 1259: Englands König Heinrich III. erkennt im Vertrag von Paris den Verlust kontinentaler Besitzungen an.

- 1357: Peter I. der Grausame wird König von Portugal.
- 1539: Hernando de Soto landet in Florida, um es für Spanien in Besitz zu nehmen, zu besiedeln und nach Schätzen zu suchen.
- 1588: Die ersten Schiffe der spanischen Armada brechen zum Ärmelkanal auf. Die restliche Flotte startet an beiden Folgetagen.
- 1635: In der Schlacht bei Belfort bezwingen im Dreißigjährigen Krieg Franzosen und Schweden die Truppen des auf kaiserlicher Seite stehenden Herzogs Karl IV. von Lothringen.

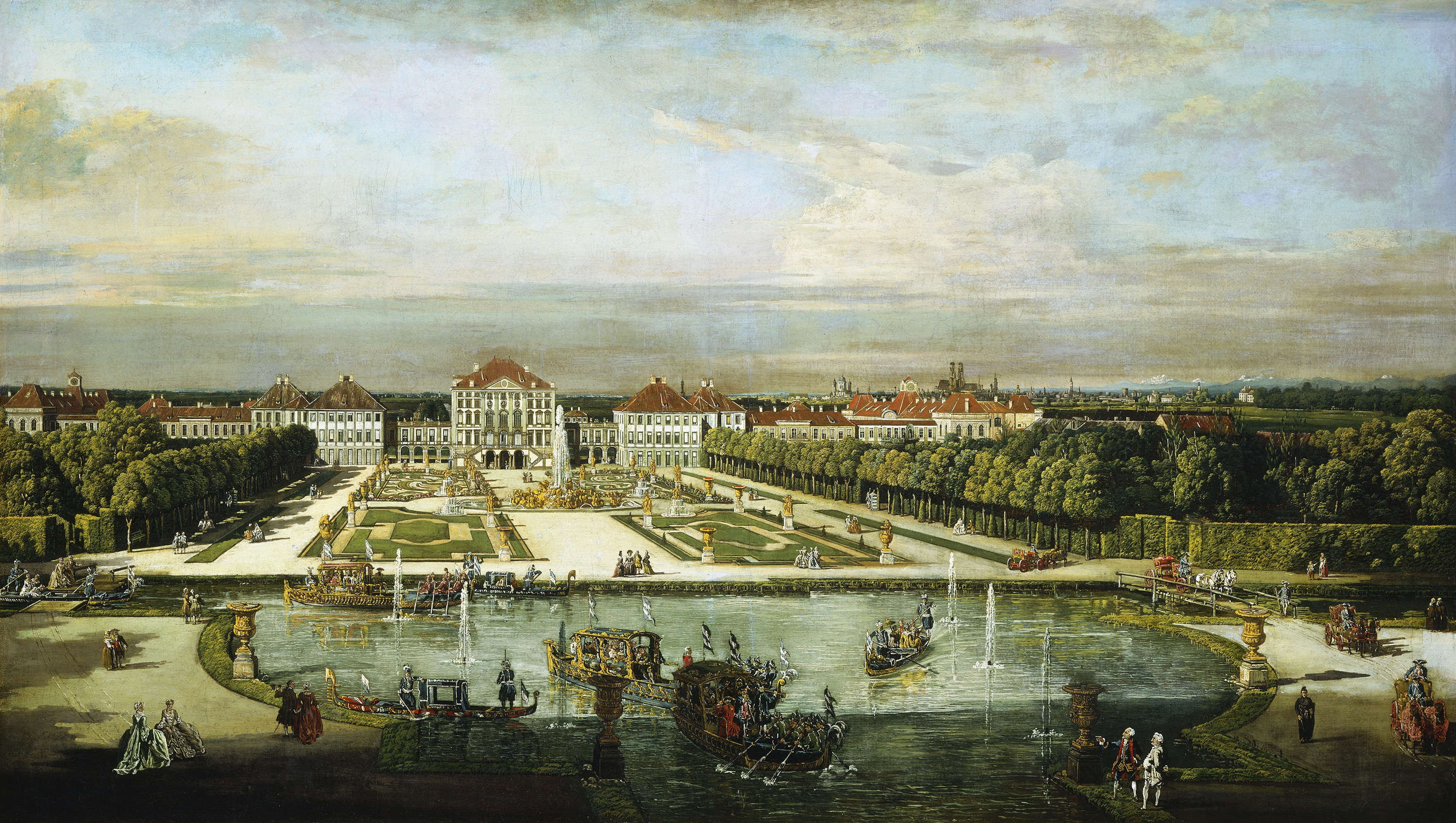
1741: Nymphenburg (Bild von 1761)

- 1741: Spanien und Bayern verbünden sich im Österreichischen Erbfolgekrieg im Vertrag von Nymphenburg.
- 1754: Mit dem Gefecht von Jumonville Glen eskaliert der französisch-britische Grenzkonflikt in Nordamerika: der Franzosen- und Indianerkrieg beginnt.
- 1812: Der Frieden von Bukarest beendet den sechsten Russisch-Türkischen Krieg mit Territorialzuwachs für Russland.
- 1830: US-Präsident Andrew Jackson unterzeichnet den Indian Removal Act zur zwangsweisen Umsiedlung der Indianer Nordamerikas.
- 1858: Der Vertrag von Aigun regelt den Grenzverlauf am Amur zwischen Russland und China.
- 1864: Durch Loslösung der nordöstlichen Gebiete des Idaho-Territoriums gründet US-Präsident Abraham Lincoln das Montana-Territorium als Territorium der Vereinigten Staaten.
- 1871: Der 72 Tage anhaltende Aufstand des „Nationalkomitees der Nationalgarde“ und der mit ihr verbündeten Pariser Bevölkerung (Pariser Kommune), der unter anderem durch die Ablehnung der Waffenstillstandsbedingungen nach dem Deutsch-Französischen Krieg begonnen hat, endet nach sechswöchigem Beschuss von Paris in der „Blutwoche“ vom 21. bis 28. Mai. Bei den Kämpfen und den darauf folgenden Massenexekutionen verlieren 20.000–30.000 Menschen ihr Leben. 147 führende Personen des Aufstands werden an der Mauer des Friedhofs Père-Lachaise erschossen.
- 1878: Auf Kuba endet offiziell der Zehnjährige Krieg gegen die Kolonialmacht Spanien. Der provisorischen Regierung gelingt es, auch die von Antonio Maceo befehligte Rebellengruppe zur Anerkennung des Friedens von Zanjón zu bewegen. Darin kapituliert die kubanische Unabhängigkeitsarmee.
- 1900: Großbritannien erklärt die Buren-Republik Oranje-Freistaat zur Kolonie.
- 1905: Die am Vortag begonnene Seeschlacht bei Tsushima im Russisch-Japanischen Krieg endet mit einem Sieg der japanische Flotte.
- 1918: Armenien erklärt sich zur unabhängigen Republik.
- 1918: Die unabhängige Republik Aserbaidschan wird gegründet.

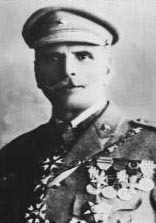
1926: Manuel de Oliveira Gomes da Costa

- 1926: Der Putsch des Generals Manuel de Oliveira Gomes da Costa führt zum Ende der ersten Republik in Portugal.
- 1938: Hitler befiehlt den Ausbau des vor 1937 begonnenen Westwalls zu Frankreich.
- 1940: Die britische Regierung verfügt die Internierung aller in Großbritannien lebenden deutschen Frauen im Alter von 16 bis 60 Jahren auf der Isle of Man.
- 1940: Leopold III., der König der Belgier, kapituliert mit seinen Truppen vor dem Deutschen Reich, ohne dafür über die politischen Befugnisse zu verfügen. Er beruft sich auf die Handlungsunfähigkeit der nach London geflohenen Regierung Hubert Pierlots.
- 1942: Die seit 23. Mai in Charkow eingekesselten sowjetischen Truppen kapitulieren in der Zweiten Schlacht bei Charkow im Deutsch-Sowjetischen Krieg. Rund 240.000 sowjetische Soldaten geraten in Kriegsgefangenschaft. Durch diesen Sieg erkämpfen sich die Deutschen die strategischen Voraussetzungen für die Sommeroffensive 1942.
- 1945: In der amerikanischen Besatzungszone wird Fritz Schäffer als Bayerischer Ministerpräsident eingesetzt. Er leitet zugleich das Finanzministerium.
- 1964: In Ostjerusalem beginnt die konstituierende Sitzung des Palästinensischen Nationalrates, von dem die Palästinensische Befreiungsorganisation (PLO) gegründet wird.
- 1973: Die Bayerische Staatsregierung legt beim Bundesverfassungsgericht Beschwerde gegen den vom Bundestag mehrheitlich ratifizierten Grundlagenvertrag ein. Der von beiden deutschen Staaten geschlossene Vertrag verletze das Wiedervereinigungsgebot, gelte für Berlin nur eingeschränkt und behindere eine Fürsorgepflicht in Bezug auf die Deutsche Demokratische Republik.
- 1979: Der Beitrittsvertrag mit Griechenland zur europäischen Gemeinschaft (EG) wird unterzeichnet.
- 1983: Die Grüne Partei der Schweiz wird gegründet.
- 1986: Versenkung des Trawlers „Chian-der 3“ bei den Falkland-Inseln.

1987: Ungefähre Flugroute von Mathias Rust

- 1987: Mathias Rust landet am Tag des Grenzsoldaten mit einer Cessna auf dem Roten Platz in Moskau.
- 1991: Truppen der Volksbefreiungsfront Eritrea (EPLF) und der Volksbefreiungsfront Tigray (TPLF) marschieren in die äthiopische Hauptstadt Addis Abeba ein und stürzen das kommunistische Derg-Regime.
- 1993: Edmund Stoiber wird Ministerpräsident von Bayern.
- 1993: Das Bundesverfassungsgericht entscheidet, dass der Schwangerschaftsabbruch grundsätzlich weiter als Unrecht gilt, aber unter bestimmten Voraussetzungen nicht bestraft werden muss.[1]
- 2008: Die verfassungsgebende Versammlung in Nepal stimmt mit überwältigender Mehrheit für die Abschaffung der Monarchie. Nur sechs Abgeordnete stimmen gegen die Vorlage.
- 2019: Die am Vortag durch ein Misstrauensvotum des Nationalrats abgesetzte österreichische Bundesregierung unter Sebastian Kurz wird vom österreichischen Bundespräsident Alexander Van der Bellen des Amtes enthoben.
- 2023: Der indische Premierminister Narendra Modi weiht das neue Parlamentsgebäude ein; die Opposition bleibt der Zeremonie weitgehend fern.

### Wirtschaft
- 1901: William Knox D’Arcy erhält für 20.000 GBP in bar und 20.000 GBP in Aktien eine 60-jährige Konzession zur Erkundung von Erdöllagerstätten im Iran.

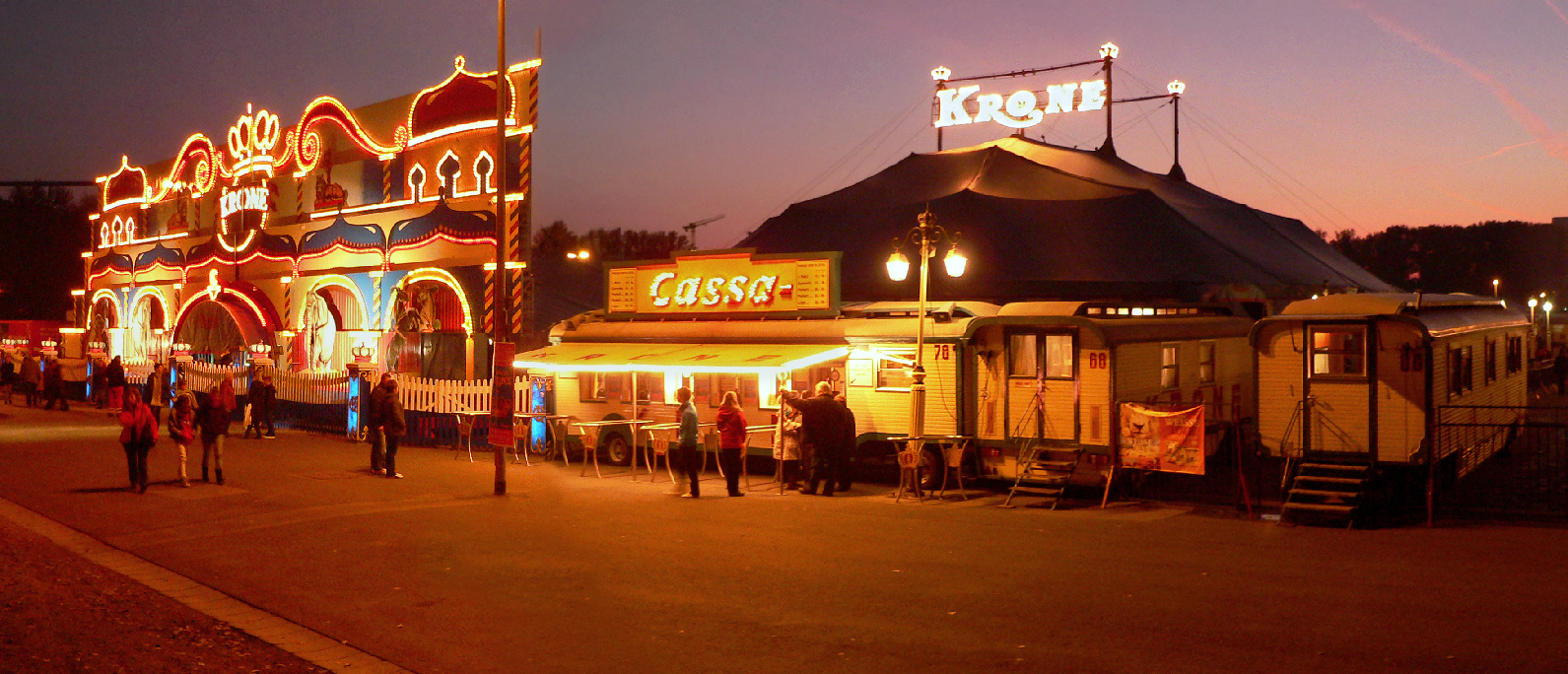
1905: Circus Krone

- 1905: Der Schausteller Carl Krone benennt seine Menagerie Circus Charles, woraus später der Circus Krone wird.
- 1937: Die „Gesellschaft zur Vorbereitung des Deutschen Volkswagens mbH“ wird gegründet. Sie baut das Volkswagenwerk Wolfsburg auf.
- 1975: Mit der Unterzeichnung des Vertrages von Lagos in der nigerianischen Hauptstadt wird die Westafrikanische Wirtschaftsgemeinschaft gegründet. Zweck ist die „kollektive Selbstversorgung“ für die Mitgliedsstaaten durch die Errichtung eines großen Binnenmarktes und einer Wirtschafts- und Währungsunion.
- 1982: Das US-amerikanische Software-Unternehmen Electronic Arts, bekannt als Entwickler und Publisher von Computer- und Videospielen, wird gegründet.

### Wissenschaft und Technik

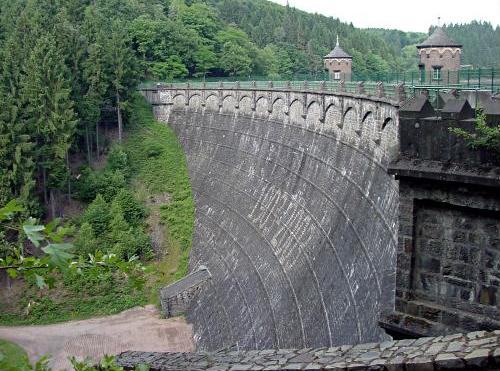
1903: Sperrmauer der Sengbachtalsperre

- 1903: Bei Solingen wird die nach dem Intze-Prinzip errichtete Sengbachtalsperre eingeweiht.
- 1930: In Manhattan, New York City, wird das Chrysler Building eingeweiht. Mit 319 m löst es nach nur einem Monat das Bank of Manhattan Company Building als höchstes Gebäude der Welt ab.
- 1932: Die Fertigstellung des Abschlussdeichs macht die niederländische Zuiderzee zum Binnengewässer, das fortan IJsselmeer genannt wird.
- 1935: Das in Augsburg gestartete deutsche Jagdflugzeug Messerschmitt Bf 109 schließt seinen Jungfernflug ab.
- 1937: Die Golden Gate Bridge in San Francisco wird für den Autoverkehr freigegeben.
- 1948: Die Technische Akademie Wuppertal, kurz TAW genannt, eines von Deutschlands ältesten und größten Weiterbildungsinstituten, wird gegründet.
- 1959: Die NASA schießt im Rahmen des Mercury-Programms von Cape Canaveral aus die beiden Primaten Able und Baker, einen Rhesusaffen und ein Totenkopfäffchen, mit einer Jupiter-Rakete in den Weltraum. Sie landen wenige Stunden später wieder wohlbehalten auf der Erde.
- 1970: Die Universität in Brüssel wird im Zusammenhang mit dem Sprachenstreit gesetzlich in zwei eigenständige Hochschulen geteilt. Es entstehen die in Französisch lehrende Université libre de Bruxelles und die niederländischsprachige Vrije Universiteit Brussel.
- 2003: München entscheidet sich als die erste Großstadt in Deutschland für die Ausrüstung der städtischen EDV mit Linux statt mit Windows.

### Kultur

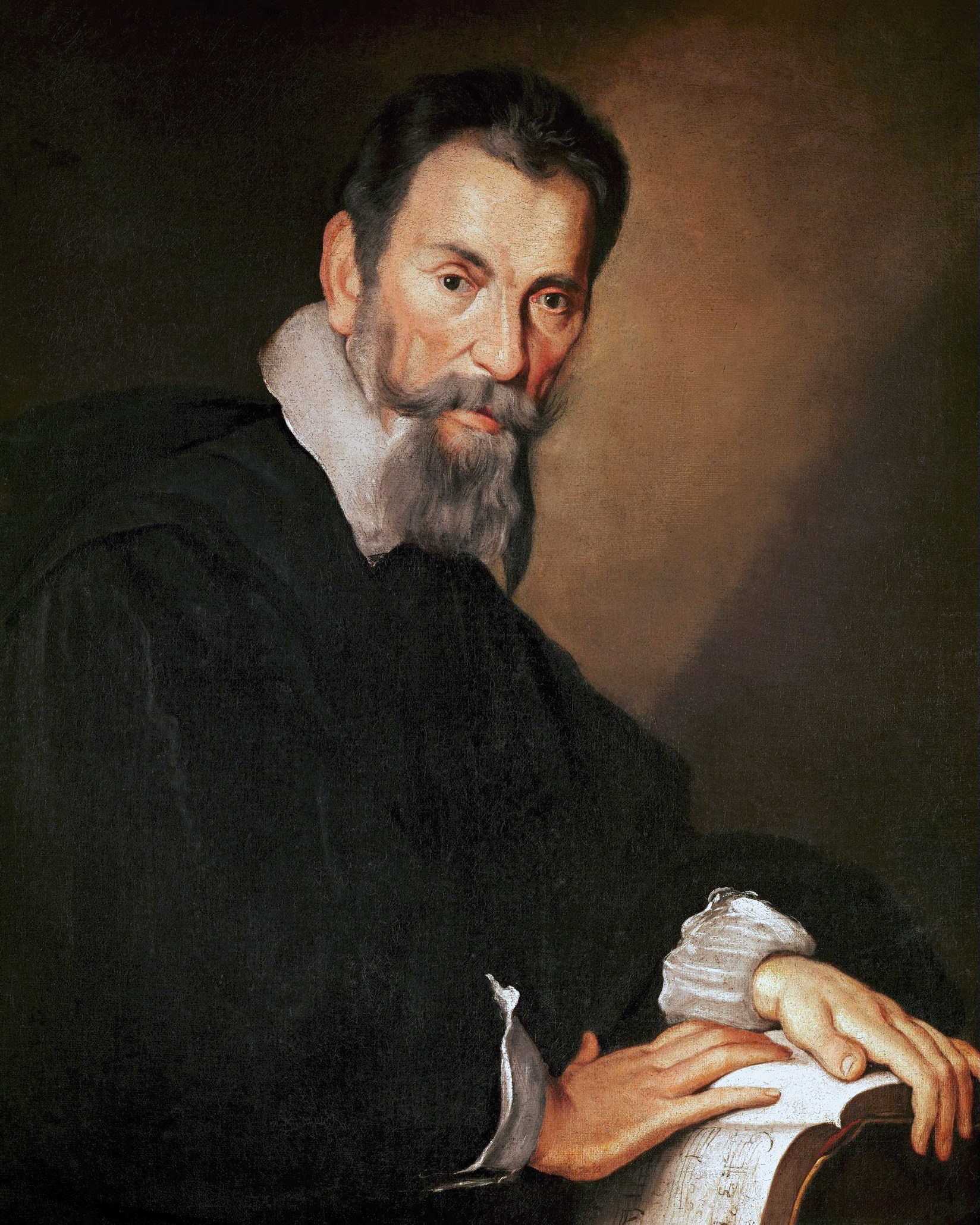
1608: Claudio Monteverdi

- 1608: Die Uraufführung der Oper L’Arianna von Claudio Monteverdi erfolgt in Mantua.
- 1859: Die letzte Ausgabe der von Charles Dickens herausgegebenen Wochenzeitschrift Household Words erscheint in London.
- 1904: Die revidierte Fassung von Giacomo Puccinis Oper Madama Butterfly wird in Brescia uraufgeführt.
- 1920: Die Uraufführung der Operette Die blaue Mazur von Franz Lehár erfolgt am Theater an der Wien in Wien.
- 1922: In Köln wird Alexander von Zemlinskys Oper Der Zwerg uraufgeführt.
- 1934: Die Uraufführung der Oper Rolande et le mauvais garçon von Henri Rabaud findet an der Grand Opéra Paris statt.
- 1934: Das erste Glyndebourne Festival wird in Großbritannien eröffnet.
- 1938: Die Uraufführung der Oper Mathis der Maler von Paul Hindemith erfolgt am Stadttheater in Zürich.
- 1962: In Wien wird das Theater an der Wien nach Restaurierung wiedereröffnet.

### Gesellschaft
- 1883: In Oranienburg gründen 18 Berliner Vegetarier mit der Vegetarischen Obstbau-Kolonie Eden e.G.m.b.H die erste vegetarische Siedlung in Deutschland.
- 1884: Im indischen Fürstenstaat Mysore nimmt der Chief Court of Mysore (heute Karnataka High Court) seine Tätigkeit auf.
- 1892: In San Francisco gründen John Muir und mehrere Universitätsprofessoren die Naturschutzorganisation Sierra Club. Sie entwickelt sich im Laufe der Zeit zur größten Vereinigung dieser Art in den USA.
- 1934: In der kanadischen Provinz Ontario kommen die Dionne-Fünflinge zur Welt. Es sind die ersten bekannten überlebenden Fünflinge.

1961: Logo von Amnesty International

- 1961: Die britische Wochenzeitung The Observer veröffentlicht einen Aufruf des Rechtsanwalts Peter Benenson, sich durch Briefe für die Freilassung politischer Gefangener einzusetzen. Amnesty International wird geboren.
- 1991: In Tübingen wird die DKMS (Deutsche Knochenmarkspenderdatei) gemeinnützige Gesellschaft mbH gegründet.

### Religion
- 0640: Der bereits im Jahr 638 gewählte, aber von Kaiser Herakleios lange nicht bestätigte Papst Severinus tritt sein Pontifikat an.

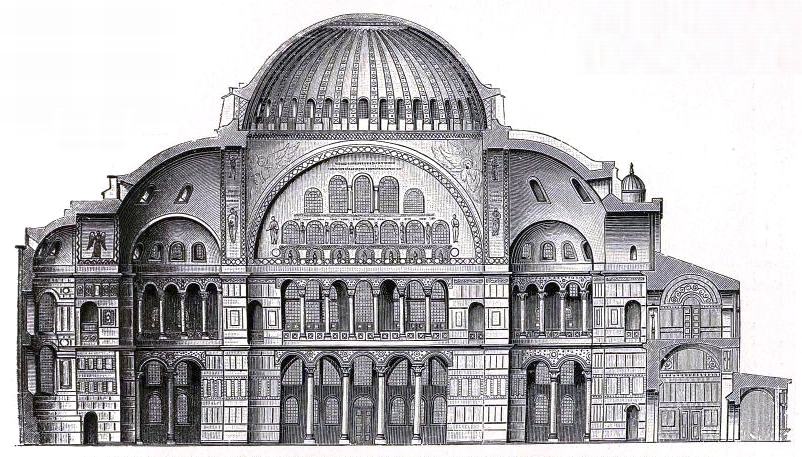
1453: Hagia Sophia

- 1453: In der Hagia Sophia in Konstantinopel findet der letzte christliche Gottesdienst statt.
- 1536: Die Wittenberger Konkordie bezüglich des Abendmahls wird verabschiedet.
- 2003: Der erste Ökumenische Kirchentag, ein Laientreffen von Christen vor allem der beiden großen Konfessionen in Deutschland unter der Losung „Ihr sollt ein Segen sein“, beginnt in Berlin.

### Katastrophen
- 1940: Das französische Passagierschiff Brazza wird an der Westküste Portugals von dem deutschen U-Boot U 37 versenkt. Von den 576 Passagieren und Besatzungsmitgliedern kommen 379 ums Leben.
- 1977: Ein Feuer im Beverly Hills Supper Club in Southgate, Kentucky fordert 165 Menschenleben.
- 1995: Ein Erdbeben der Stärke 7,5 erschüttert die Stadt Neftegorsk auf Sachalin, Russland, ca. 2000 Tote.

Kleinere Unglücksfälle sind in den Unterartikeln von Katastrophe und in der Liste von Katastrophen aufgeführt.

### Sport
- 1907 Auf der Isle of Man wird erstmals die Tourist Trophy, eines der traditionsreichsten Motorradrennen der Welt, ausgetragen.
- 1997: Borussia Dortmund gewinnt mit einem 3:1 über Juventus Turin im Olympiastadion in München erstmals die UEFA Champions League.

Einträge von Leichtathletik-Weltrekorden befinden sich unter der jeweiligen Disziplin unter Leichtathletik.
Einträge zu Fußballweltmeisterschaftsspielen finden sich in den Unterseiten von Fußball-Weltmeisterschaft. Das Gleiche gilt für Fußball-Europameisterschaften.

## Geboren

### Vor dem 18. Jahrhundert

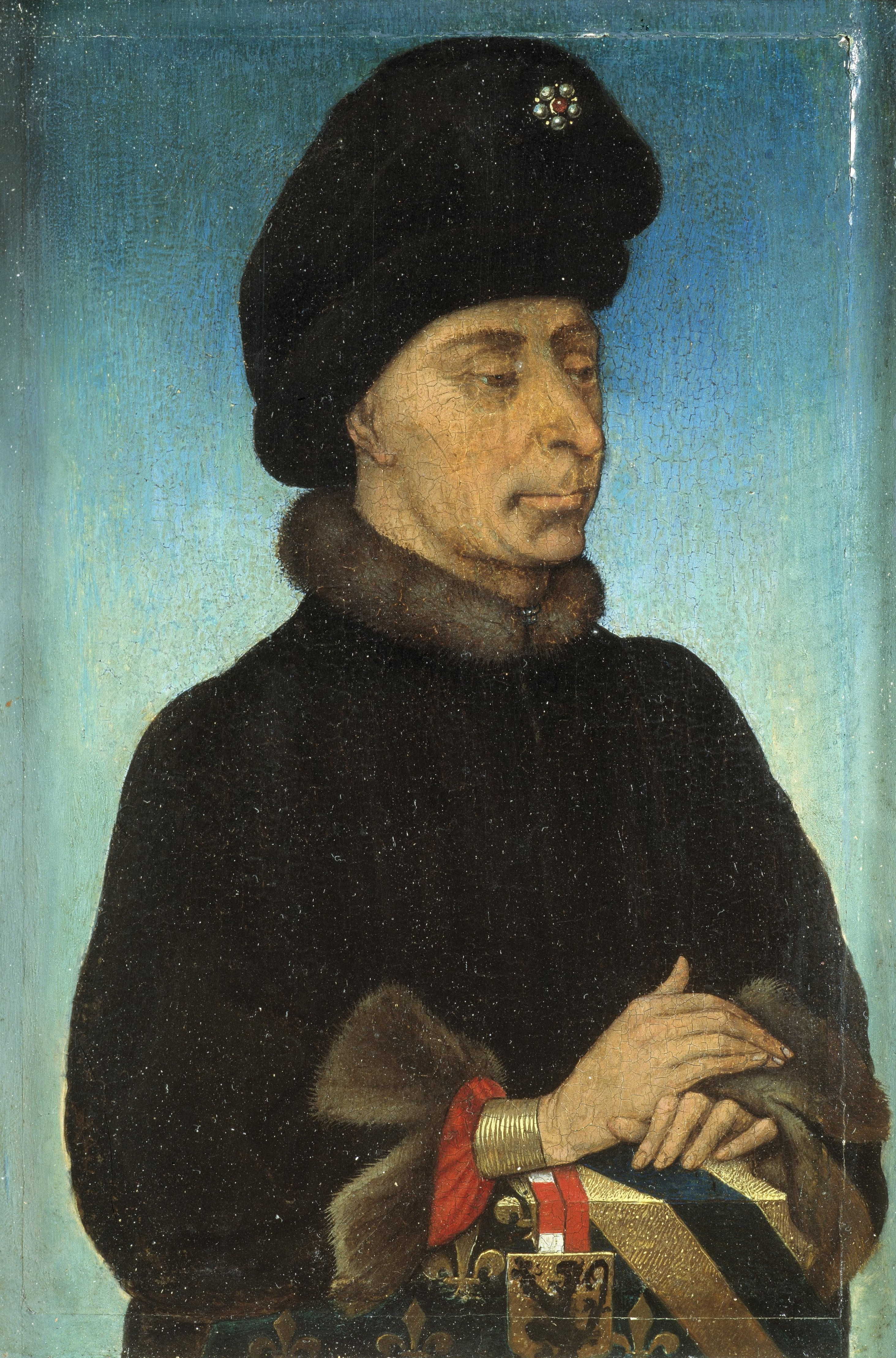
Johann Ohnefurcht (* 1371)

- 1371: Johann Ohnefurcht, Herzog von Burgund
- 1435: Raimund Peraudi, französischer Kardinal, Bischof von Gurk und Saintes
- 1553: Eberhard von Weyhe, Hofbeamter, Jurist und Schriftsteller
- 1570: Ludolf von Münchhausen, deutscher Privatgelehrter
- 1600: Christoph Gumpp der Jüngere, österreichischer Hofbaumeister und Hoftischler
- 1602: Katharina von Brandenburg, Fürstin von Siebenbürgen und Herzogin von Sachsen-Lauenburg
- 1648: Martin Junkhans, österreichischer Orgelbauer
- 1656: Anton Florian, Fürst von Liechtenstein
- 1663: Johann Peter Münch von Münchenstein-Löwenburg, Schweizer Beamter
- 1667: Johann Ortwin Westenberg, deutscher Rechtswissenschaftler
- 1692: Joseph Butler, englischer Bischof von Durham und Bristol

### 18. Jahrhundert
- 1721: Placidus Fixlmillner, österreichischer Hochschullehrer, Jurist Astronom und Musiktheoretiker
- 1728: Maria Angela Ardinghelli, italienische Naturwissenschaftlerin und Übersetzerin
- 1731: Franz de Paula Gundaker von Colloredo-Mannsfeld, letzter Reichsvizekanzler des Heiligen Römischen Reichs
- 1733: Cornelius Hermann von Ayrenhoff, österreichischer Offizier und Schriftsteller
- 1734: Christoph Sonnleithner, österreichischer Jurist und Komponist
- 1735: François-Christophe Kellermann, duc de Valmy, französischer General
- 1737: Ludwig Benjamin Martin Schmid, deutscher evangelischer Geistlicher und Hochschullehrer
- 1738: Tristram Dalton, US-amerikanischer Politiker, Senator von Massachusetts

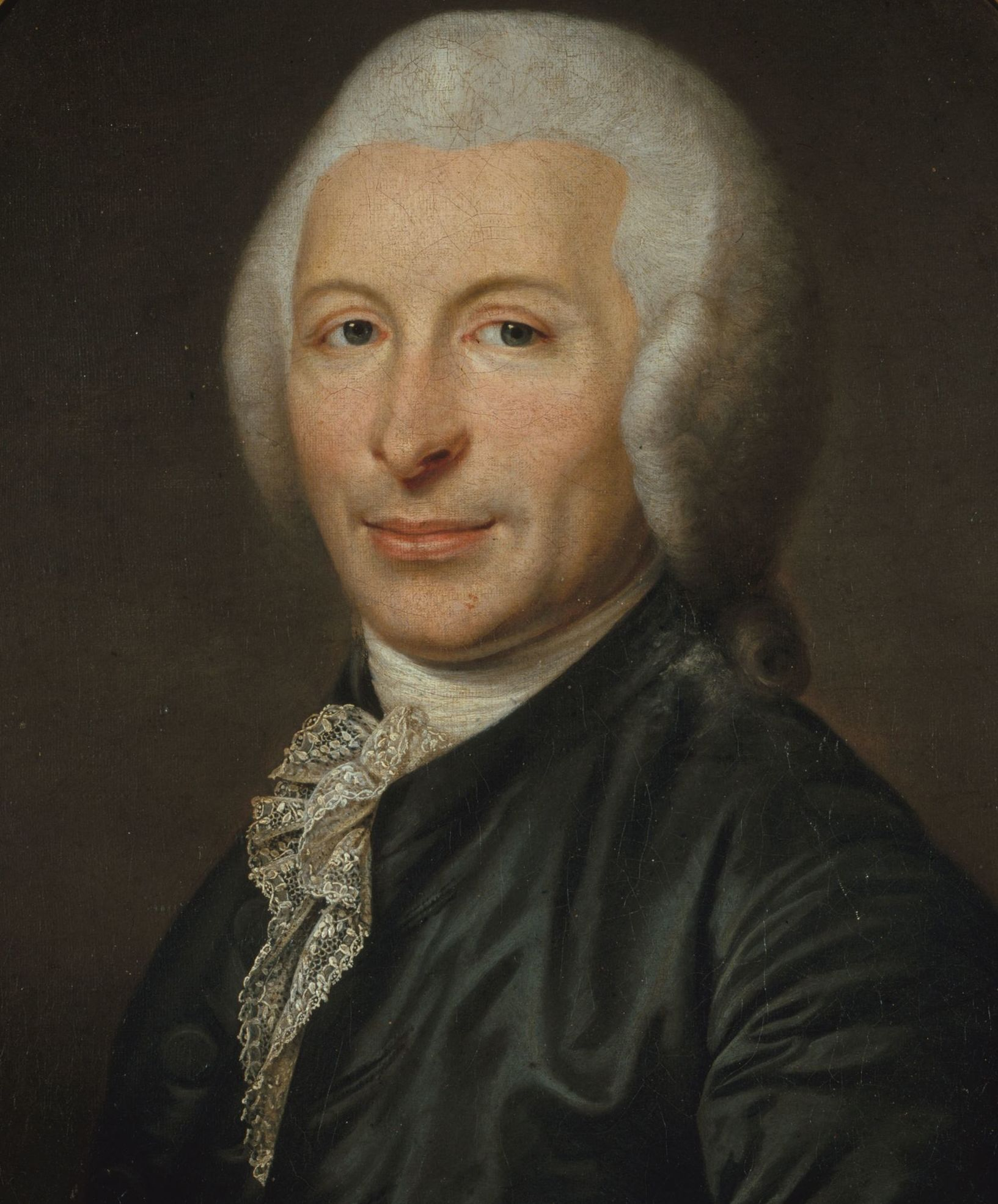
Joseph-Ignace Guillotin (* 1738)

- 1738: Joseph-Ignace Guillotin, französischer Arzt und Politiker
- 1740: Fedot Iwanowitsch Schubin, russischer Bildhauer
- 1743: Johann David Wyss, Schweizer Autor
- 1759: William Pitt der Jüngere, Premierminister von Großbritannien
- 1760: Alexandre de Beauharnais, Präsident der französischen Nationalversammlung
- 1779: Thomas Moore, irischer Schriftsteller
- 1783: Rosa Maria Antonetta Paulina Assing, deutsche Lyrikerin, Erzählerin, Übersetzerin, Scherenschnittkünstlerin und Erzieherin
- 1786: Louis McLane, US-amerikanischer Außenminister
- 1787: Peter Feddersen Stuhr, deutscher Hochschullehrer und Historiker
- 1789: Bernhard Severin Ingemann, dänischer Schriftsteller
- 1789: Heinrich Weiss, Schweizer Politiker
- 1798: Hans Nikolai Frenssen, deutscher Jurist und Landvogt von Sylt

### 19. Jahrhundert

#### 1801–1850

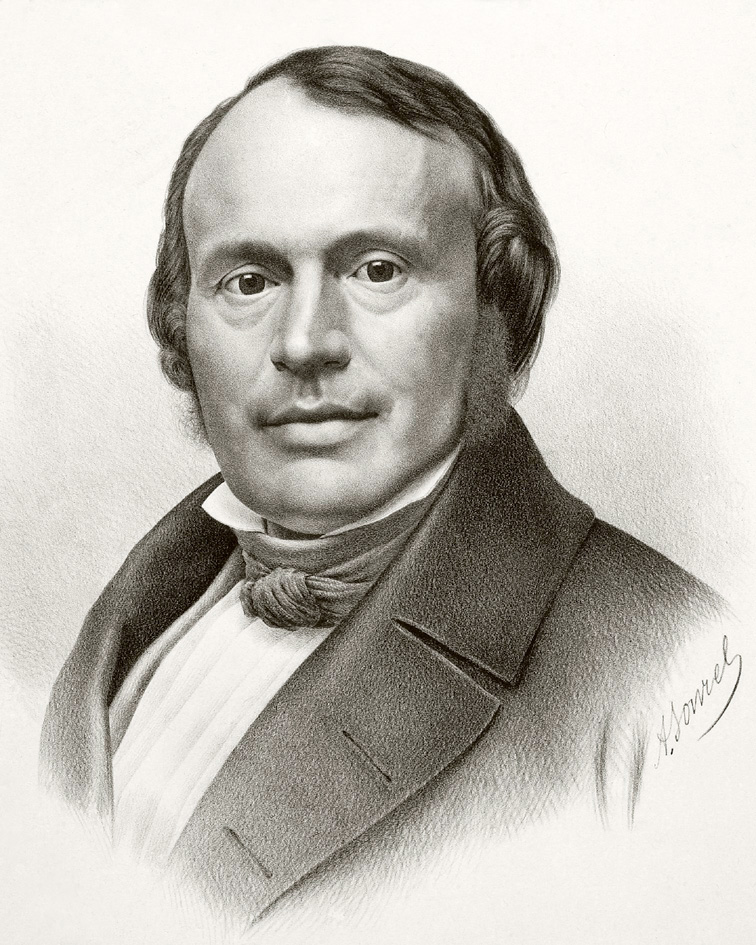
Louis Agassiz (* 1807)

- 1807: Louis Agassiz, US-amerikanischer Zoologe und Geologe

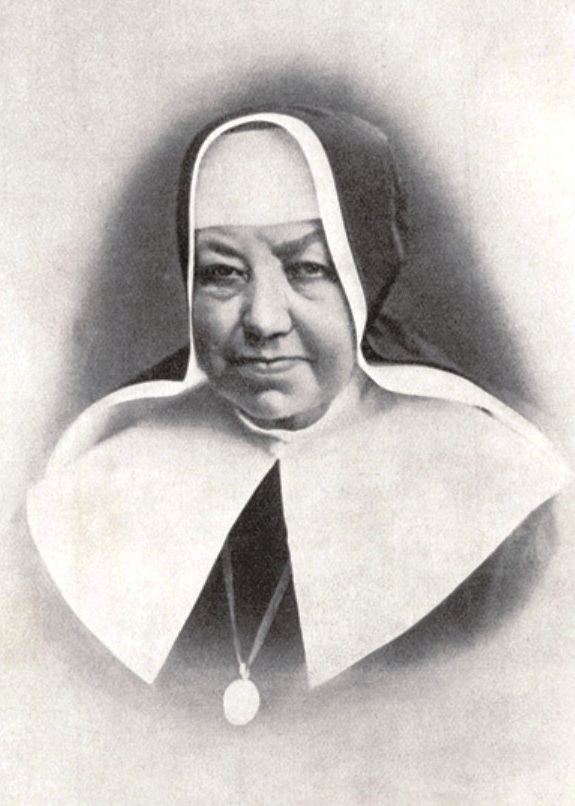
Xaveria Rudler (* 1811)

- 1811: Xaveria Rudler, französisch-deutsche Ordensfrau
- 1813: Johann Baptist Reiter, österreichischer Porträt- und Genremaler
- 1815: Eduard Franke, deutscher Lehrer, Pfarrer und Dichter
- 1818: Pierre Gustave Toutant Beauregard, US-amerikanischer General der Konföderierten im Amerikanischen Bürgerkrieg (Napoleon in Grau)
- 1832: Heinrich XIV., Fürst Reuß jüngerer Linie, deutscher Reichsfürst
- 1835: Wilhelm Albermann, deutscher Bildhauer
- 1836: Alexander Mitscherlich, deutscher Chemiker
- 1838: Otto Keller, deutscher Altphilologe
- 1839: Wilhelm von Hartel, österreichischer Altphilologe und Minister für Unterricht und Kultus
- 1840: Hans Makart, österreichischer Maler und Dekorationskünstler
- 1841: Giovanni Sgambati, italienischer Pianist
- 1848: Bernarda Bütler, katholische Missionarin und Ordensgründerin

#### 1851–1900
- 1853: Carl Larsson, schwedischer Maler
- 1854: Germán Riesco Errázuriz, chilenischer Politiker, Staatspräsident
- 1858: Heinrich Wolf, deutscher Schriftsteller
- 1862: Theodor Fischer, deutscher Architekt und Stadtplaner
- 1863: Georg Adler, deutscher Nationalökonom
- 1864: Michael O’Shaughnessy, irischstämmiger Bauingenieur und Stadtplaner von San Francisco
- 1867: Reimmichl, Tiroler Volksdichter
- 1868: Claude Anet, französischer Schriftsteller und Tennisspieler
- 1870: Heinrich Bockelmann, deutscher Bankier und Diplomat

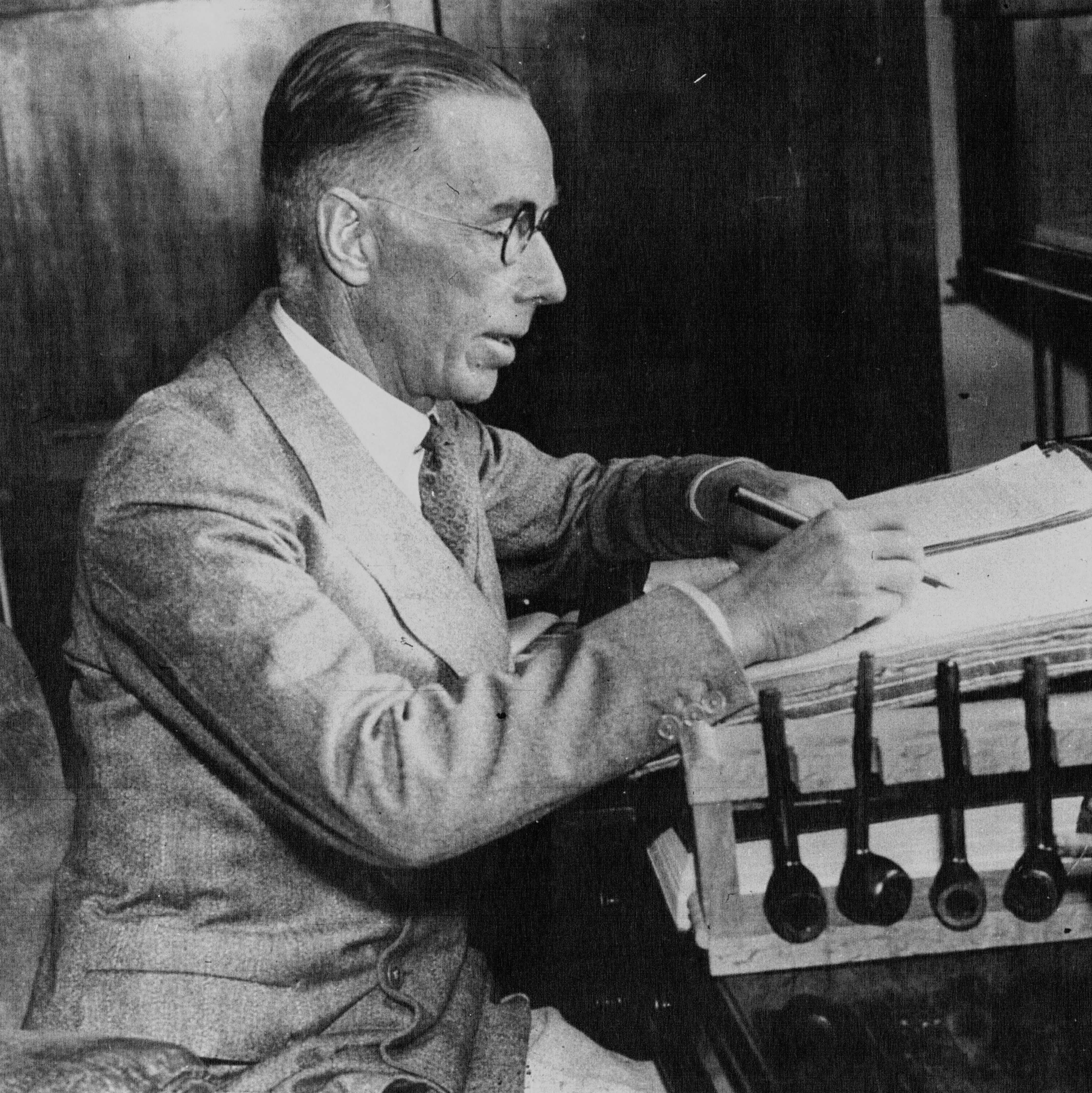
Warwick Deeping (* 1877)

- 1877: Warwick Deeping, britischer Schriftsteller
- 1877: Maximilian Alexandrowitsch Woloschin, russischer Dichter und Landschaftsmaler
- 1879: Vanessa Bell, britische Malerin und Innenarchitektin
- 1879: Milutin Milanković, serbischer Astrophysiker
- 1879: Henri-Pierre Roché, französischer Schriftsteller
- 1881: Augustin Bea, deutscher Geistlicher, Kardinal
- 1883: George Dyson, englischer Komponist
- 1884: Edvard Beneš, tschechoslowakischer Politiker, Mitbegründer der Tschechoslowakei, Minister, Minister- und Staatspräsident
- 1884: Jean Saint-Pierre, französischer Geistlicher und römisch-katholischer Weihbischof in Karthago
- 1885: Hellmuth Felmy, deutscher General, Kriegsverbrecher
- 1886: Jakob Fischbacher, deutscher Politiker, MdL
- 1886: Karl Aloys Schenzinger, deutscher Arzt, Schriftsteller und Autor
- 1888: Nikolaus von Arseniew, russischer Emigrant und Theologe
- 1888: Wichard von Bredow, deutscher Verwaltungsbeamter und Kommunalpolitiker

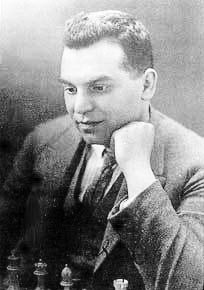
Richard Réti (* 1889)

- 1889: Richard Réti, österreichisch-ungarischer Schachspieler
- 1892: Elisabeth Bitterling-Wolters, deutsche Kunstmalerin
- 1892: Sepp Dietrich, deutscher SS-General, MdR, Kriegsverbrecher
- 1892: Katharina Leipelt, deutsche Widerstandskämpferin, Opfer des Nationalsozialismus
- 1893: Mina Witkojc, niedersorbische Dichterin und Publizistin
- 1895: Yvonne Hubert, kanadische Pianistin und Musikpädagogin
- 1897: Lambertus Johannes Bot, niederländischer Autor, Antimilitarist und Anarchist
- 1899: Bill Stein, US-amerikanischer American-Football-Spieler
- 1900: Taffy Abel, US-amerikanischer Eishockeyspieler, Olympiamedaillengewinner, Stanley-Cup-Sieger
- 1900: Maria Müller-Gögler, deutsche Schriftstellerin
- 1900: Hubert Parker, Baron Parker of Waddington, britischer Jurist

### 20. Jahrhundert

#### 1901–1925
- 1901: Karl Otto Stegmann, deutscher Motorradrennfahrer

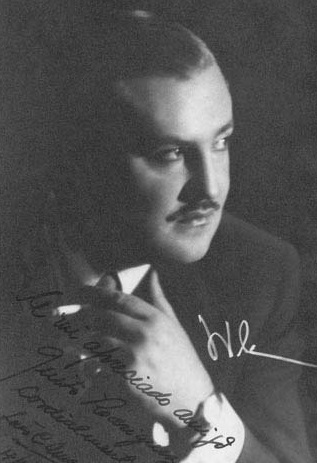
Luis César Amadori (* 1903)

- 1903: Luis César Amadori, argentinischer Filmemacher, Drehbuchautor und Schriftsteller
- 1903: David Arian, deutsch-israelischer Polizei- und Staatsbeamter
- 1903: Walter Goehr, deutsch-britischer Dirigent und Komponist
- 1904: Schalwa Mschwelidse, georgischer Komponist, Hochschullehrer und Musikethnologe
- 1905: Stefan Auer, rumänisch-ungarischer Fußballspieler
- 1906: Wolf Albach-Retty, österreichischer Schauspieler
- 1907: Trude Schiff-Löwenstein, deutsch-amerikanische Chirurgin
- 1907: Francesco Severi, italienischer Automobilrennfahrer
- 1908: Ian Fleming, britischer Schriftsteller (James Bond)
- 1910: Lorenzo Calogero, italienischer Lyriker
- 1910: Georg Gaßmann, deutscher Politiker, MdL, Oberbürgermeister von Marburg
- 1910: Guy Moll, algerischer Automobilrennfahrer
- 1910: T-Bone Walker, US-amerikanischer Musiker
- 1911: Fritz Hochwälder, österreichischer Dramatiker
- 1912: Verena Loewensberg, Schweizer Malerin

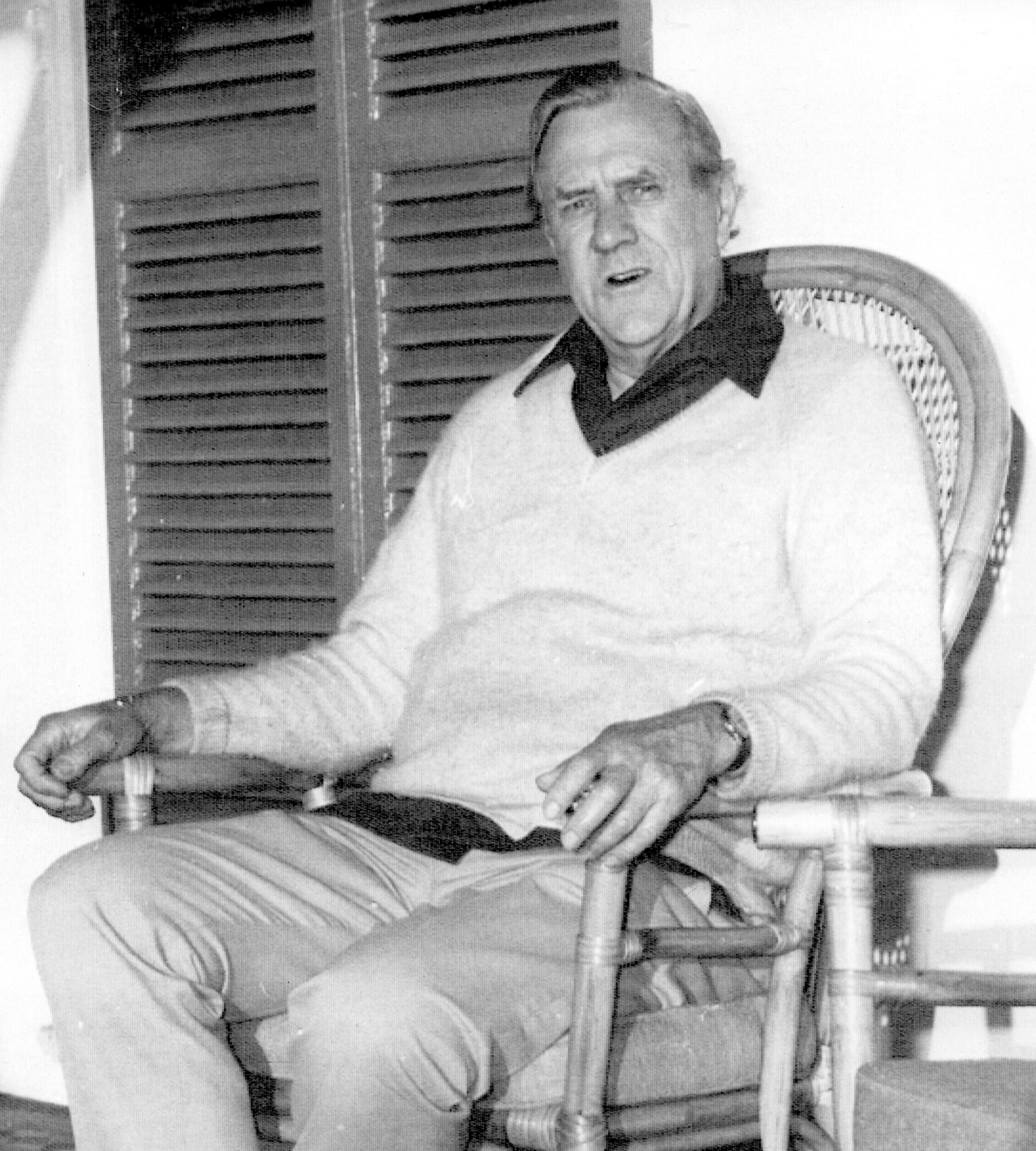
Patrick White (* 1912)

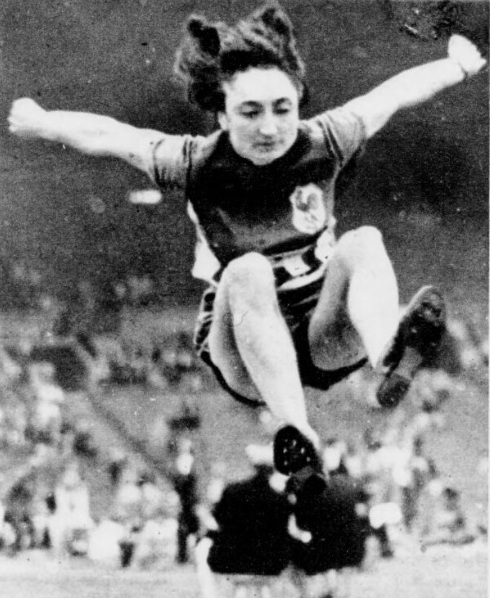
Yvonne Curtet (* 1920)

- 1912: Patrick White, australischer Schriftsteller, Nobelpreisträger
- 1913: Marko Feingold, österreichischer Holocaust-Überlebender
- 1913: Patrick Mitchell-Thomson, 2. Baron Selsdon, britischer Automobilrennfahrer
- 1915: Joaquín Piñeros Corpas, kolumbianischer Schriftsteller und Politiker
- 1915: Wolfgang Schneiderhan, deutscher Geiger
- 1916: Christa Siems, deutsche Volksschauspielerin
- 1917: Papa John Creach, US-amerikanischer Musiker
- 1918: Helmut Friedmann, deutsch-jüdischer Philologe, Sprachwissenschaftler und Schriftsteller
- 1918: Marie-Luise Jahn, deutsche Widerstandskämpferin
- 1920ː Yvonne Curtet, französische Weitspringerin
- 1920: Eugen Loderer, deutscher Gewerkschaftsfunktionär, Vorsitzender der IG Metall
- 1921: Heinz G. Konsalik, deutscher Schriftsteller
- 1921: Bill Paschal, US-amerikanischer American-Football-Spieler
- 1923ː Isolde Maria Joham, österreichische Malerin und Glaskünstlerin

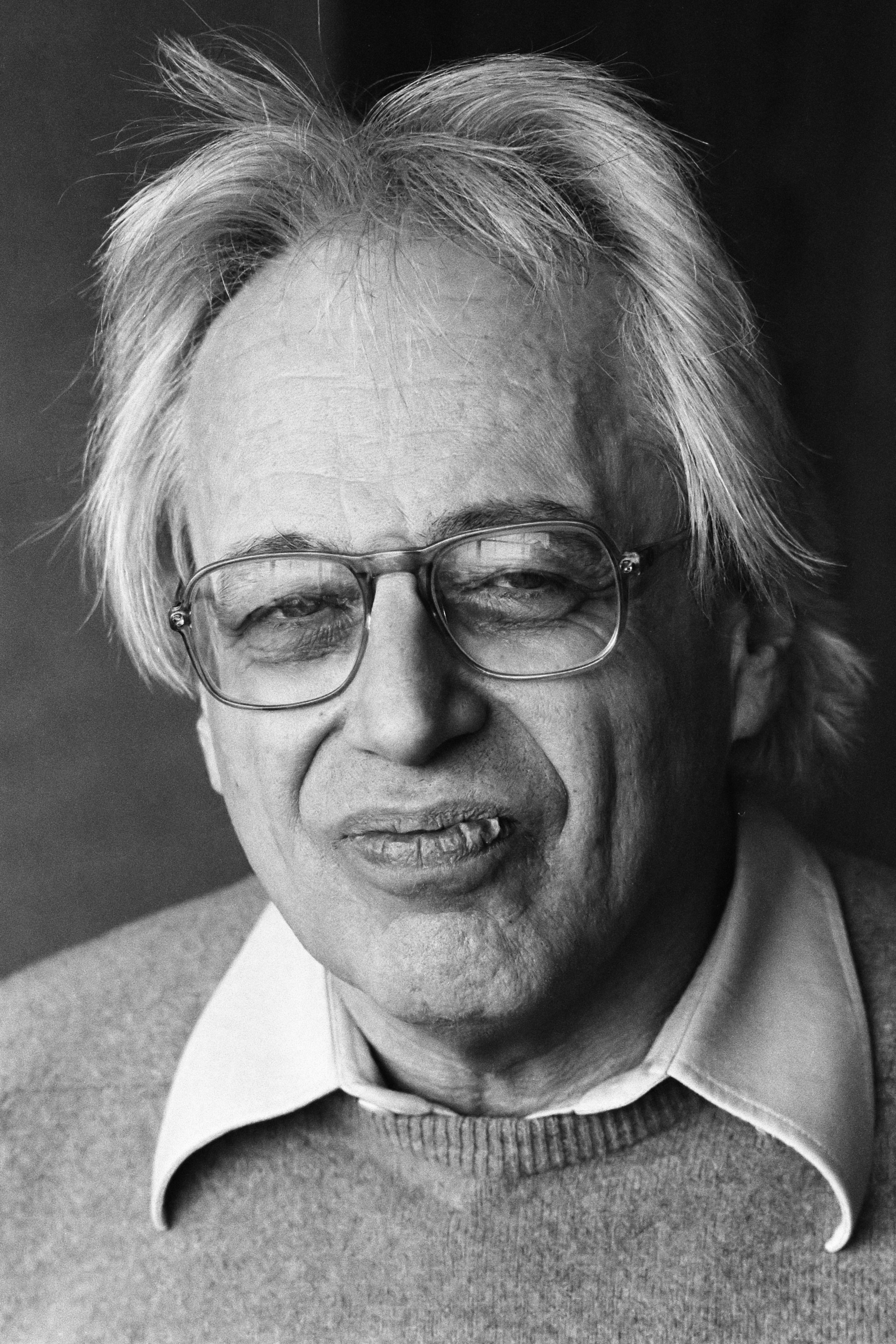
György Ligeti (* 1923)

- 1923: György Ligeti, ungarischer Komponist
- 1924: Alfonso zu Hohenlohe-Langenburg, spanischer Jetsetter
- 1924: Michail Nossyrew, russischer Komponist
- 1924: Jiří Šotola, tschechischer Dichter, Schriftsteller und Dramaturg
- 1925: Bülent Ecevit, türkischer Politiker, mehrfacher Ministerpräsident
- 1925: Dietrich Fischer-Dieskau, deutscher Kammersänger
- 1925: Heinz Reincke, deutscher Schauspieler und Synchronsprecher
- 1925ː Martha Vickers, US-amerikanische Schauspielerin

#### 1926–1950
- 1926: Gerhard Beil, deutscher Politiker, Minister für Außenwirtschaft der DDR
- 1926: Russ Freeman, US-amerikanischer Jazzpianist
- 1926: Joachim Salzgeber, Schweizer Benediktiner und Pädagoge
- 1927: Habil Əliyev, aserbaidschanischer Kamantschespieler
- 1927: Werner Martignoni, Schweizer Politiker
- 1928: Dennis Armitage, britischer Jazz-Pianist, Saxophonist und Maler
- 1929: Werner Achmann, deutscher Szenenbildner und Filmausstatter

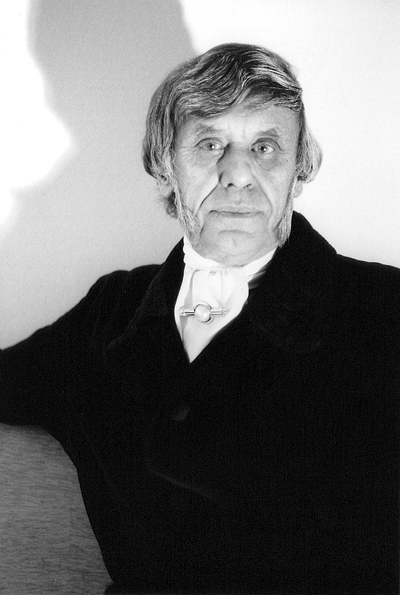
Horst Frank (* 1929)

- 1929: Horst Frank, deutscher Schauspieler
- 1929: Georg Langemeyer deutscher Pater und Theologe
- 1929: McKinney Russell, US-amerikanischer Journalist und Diplomat
- 1930: Frank Drake, US-amerikanischer Astronom und Astrophysiker
- 1930: Barasbi Mulajew, sowjetischer bzw. russischer Schauspieler
- 1930: Edward Seaga, jamaikanischer Politiker
- 1931: Carroll Baker, US-amerikanische Schauspielerin
- 1931: Friedrich Gabler, österreichischer Hornist
- 1931: Eric Von Schmidt, US-amerikanischer Maler und Illustrator, Folk-, Bluessänger und Singer-Songwriter
- 1932: Senji Kuroi, japanischer Schriftsteller
- 1933: Ursula Am Ende, deutsche Schauspielerin
- 1933: Zelda Rubinstein, US-amerikanische Schauspielerin
- 1934: Dionne-Fünflinge, kanadische erste bekannte überlebende Fünflinge
- 1936: Maki Ishii, japanischer Komponist und Dirigent
- 1936ː Gitta Nickel, deutsche Filmregisseurin

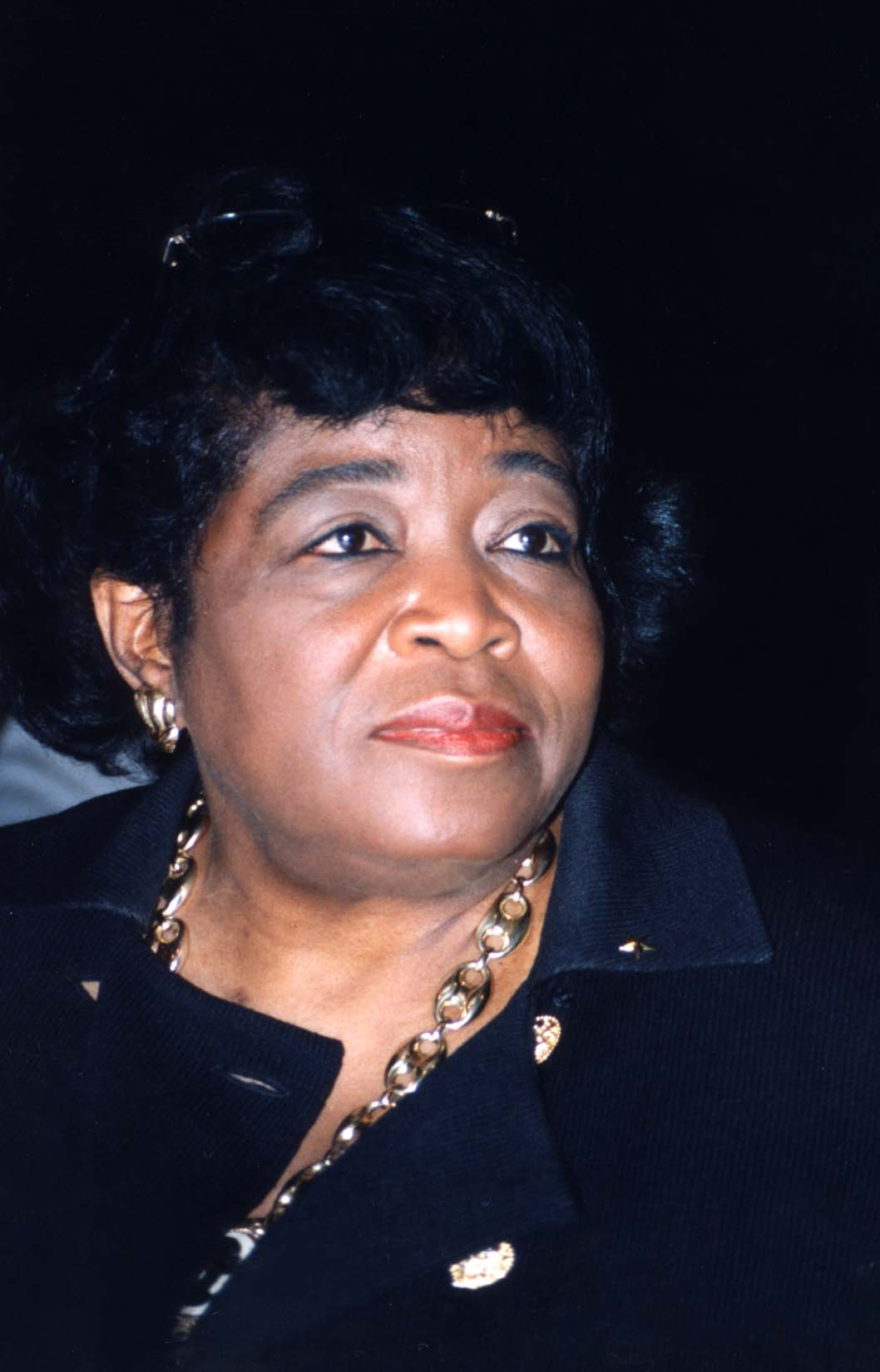
Betty Shabazz (* 1936)

- 1936: Betty Shabazz, US-amerikanische Bürgerrechtsaktivistin, Ehefrau von Malcolm X
- 1938: Jerry West, US-amerikanischer Basketballspieler
- 1938: Eppie Wietzes, kanadischer Automobilrennfahrer
- 1939: Maeve Binchy, irische Schriftstellerin und Kolumnistin
- 1940: Wilfried Baasner, deutscher Schauspieler
- 1940: John Bergamo, US-amerikanischer Schlagzeuger und Komponist
- 1940: Jim Mullen, US-amerikanischer Automobilrennfahrer
- 1941: Manfred Bock, deutscher Leichtathlet
- 1941: Guntram Vesper, deutscher Schriftsteller
- 1942: Herta Leistner, deutsche Sozialpädagogin und Autorin, LGBT-Aktivistin
- 1943: Ingrid Becker, deutsche Kunsterzieherin, Malerin und Zeichnerin
- 1944: Nick Faure, britischer Automobilrennfahrer
- 1944: Rudy Giuliani, US-amerikanischer Politiker, Bürgermeister von New York
- 1944: Rudolf Kimmina, deutscher Maler

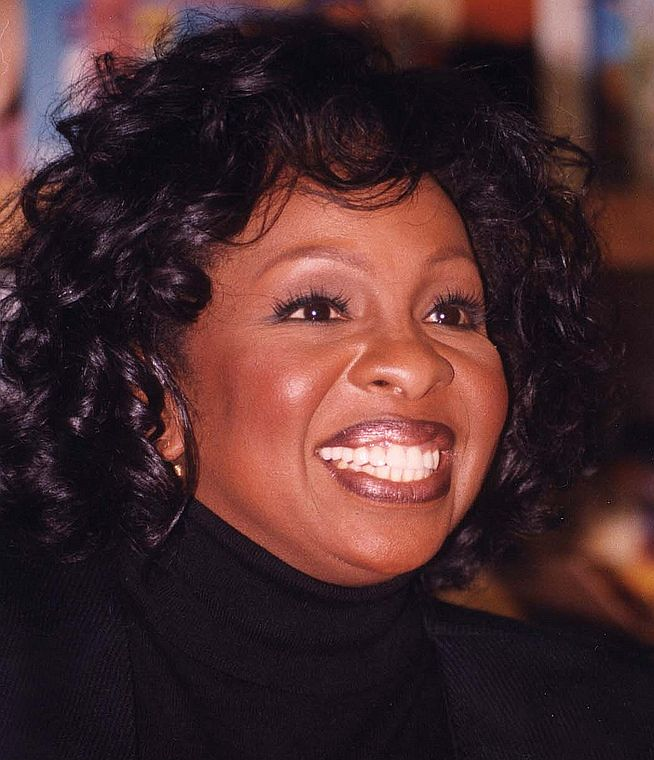
Gladys Knight (* 1944)

- 1944: Gladys Knight, US-amerikanische Sängerin und Schauspielerin
- 1944: Sondra Locke, US-amerikanische Schauspielerin und Regisseurin
- 1944: Gary Stewart, US-amerikanischer Countrymusiker und Liedtexter
- 1945: Patch Adams, US-amerikanischer Arzt
- 1945: Gerhard Athing, deutscher Jurist und Richter am Bundesgerichtshof
- 1945: John Fogerty, US-amerikanischer Musiker, Sänger und Songschreiber
- 1945: Leo Pleysier, belgischer Schriftsteller
- 1946: Bruno Oberhammer, österreichischer Komponist, Organist und Musikpädagoge
- 1947: Firəngiz Əlizadə, aserbaidschanische Komponistin
- 1947: Zahi Hawass, ägyptischer Ägyptologe
- 1947: Leland Sklar, US-amerikanischer Bassist, Sänger und Komponist
- 1948: Wil Hartog, niederländischer Motorradrennfahrer und Unternehmer
- 1948: Pierre Rapsat, belgischer Sänger
- 1949: Ernst Burgbacher, deutscher Politiker, MdB, Parlamentarischer Staatssekretär

#### 1951–1975
- 1951: Wolfgang Getrost, deutscher Fußballspieler
- 1952: Matthias Jarke, deutscher Informatiker
- 1952: Peter Muster, Schweizer Sprinter
- 1952: Ingrid Schölderle, deutsche Schauspielerin
- 1953: Arto Lindsay, US-amerikanischer Gitarrist, Sänger, Musikproduzent und Klangkünstler
- 1953: Marc di Napoli, französischer Schauspieler
- 1953: Kevin Van Hentenryck, US-amerikanischer Schauspieler

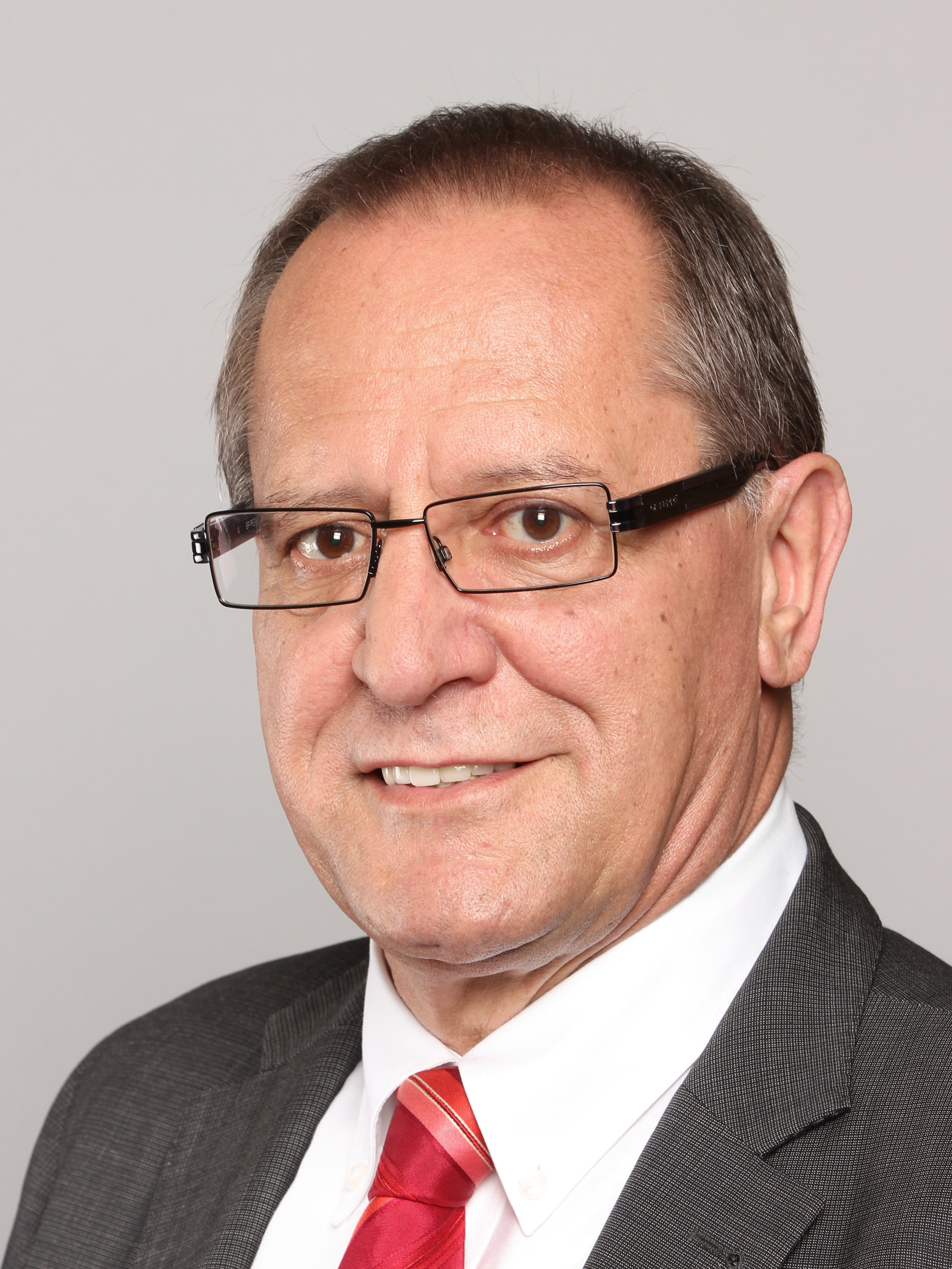
Walter Heiler (* 1954)

- 1954: Walter Heiler, deutscher Politiker
- 1955: Joachim Wundrak, deutscher General und Politiker
- 1956: Don Burgess, US-amerikanischer Kameramann
- 1956: Jerry Douglas, US-amerikanischer Country-Musiker
- 1957: Jörg Arnold, deutscher Jurist
- 1957: Paul van Buitenen, europäischer Beamter
- 1957: Frank Schätzing, deutscher Schriftsteller
- 1958: Rainer Bischoff, deutscher Politiker
- 1958: Natalja Jurjewna Tschmyrjowa, sowjetische Tennisspielerin
- 1958: Rosalie Varda, französische Kostümbildnerin und Filmproduzentin

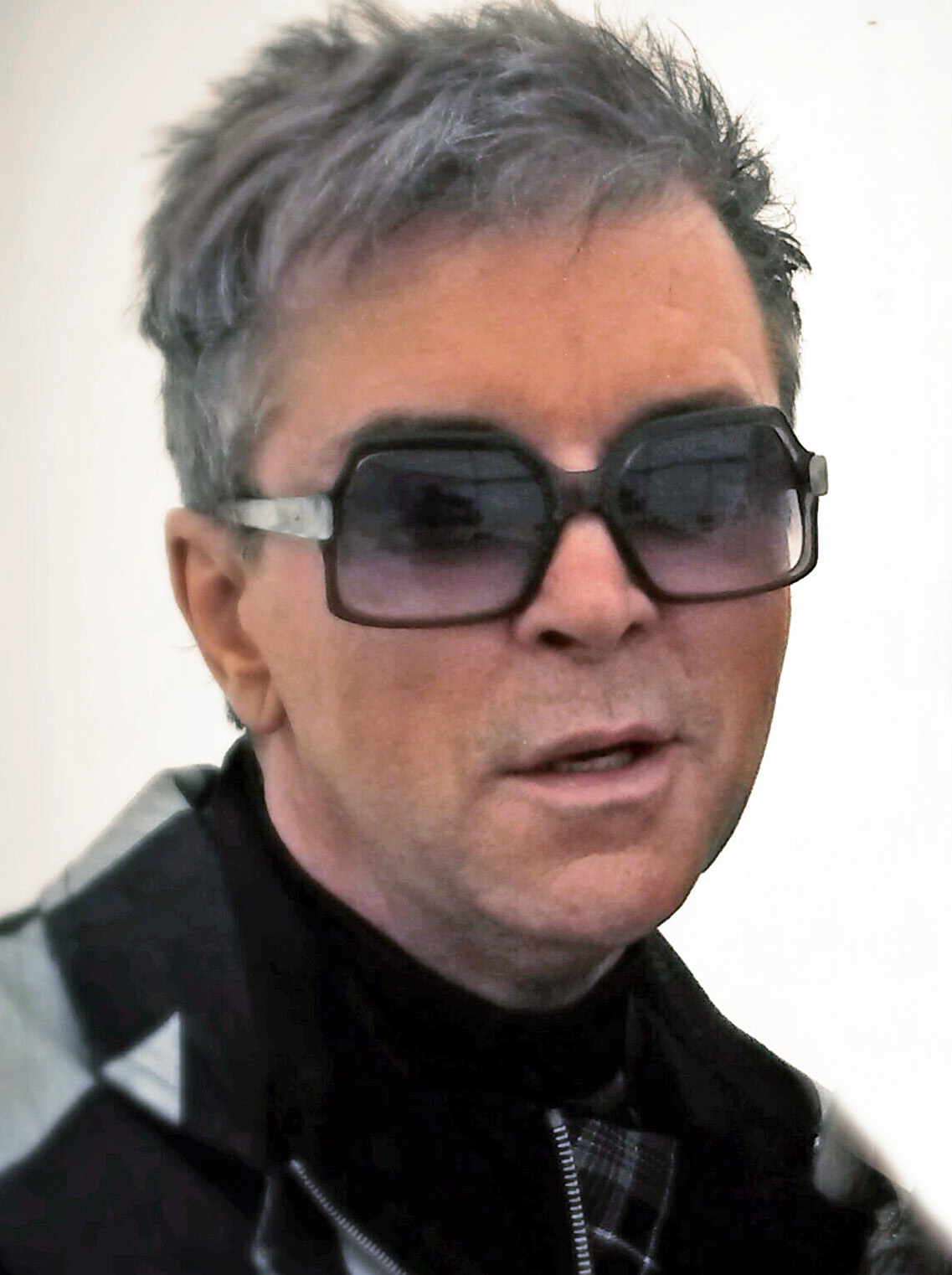
Steve Strange (* 1959)

- 1959: Steve Strange, britischer Sänger und Songschreiber
- 1960: Mark Conover, US-amerikanischer Marathonläufer
- 1960: Corine Mauch, Schweizer Politikerin
- 1961: Ömer Asan, türkischer Volkskundler, Fotograf und Autor

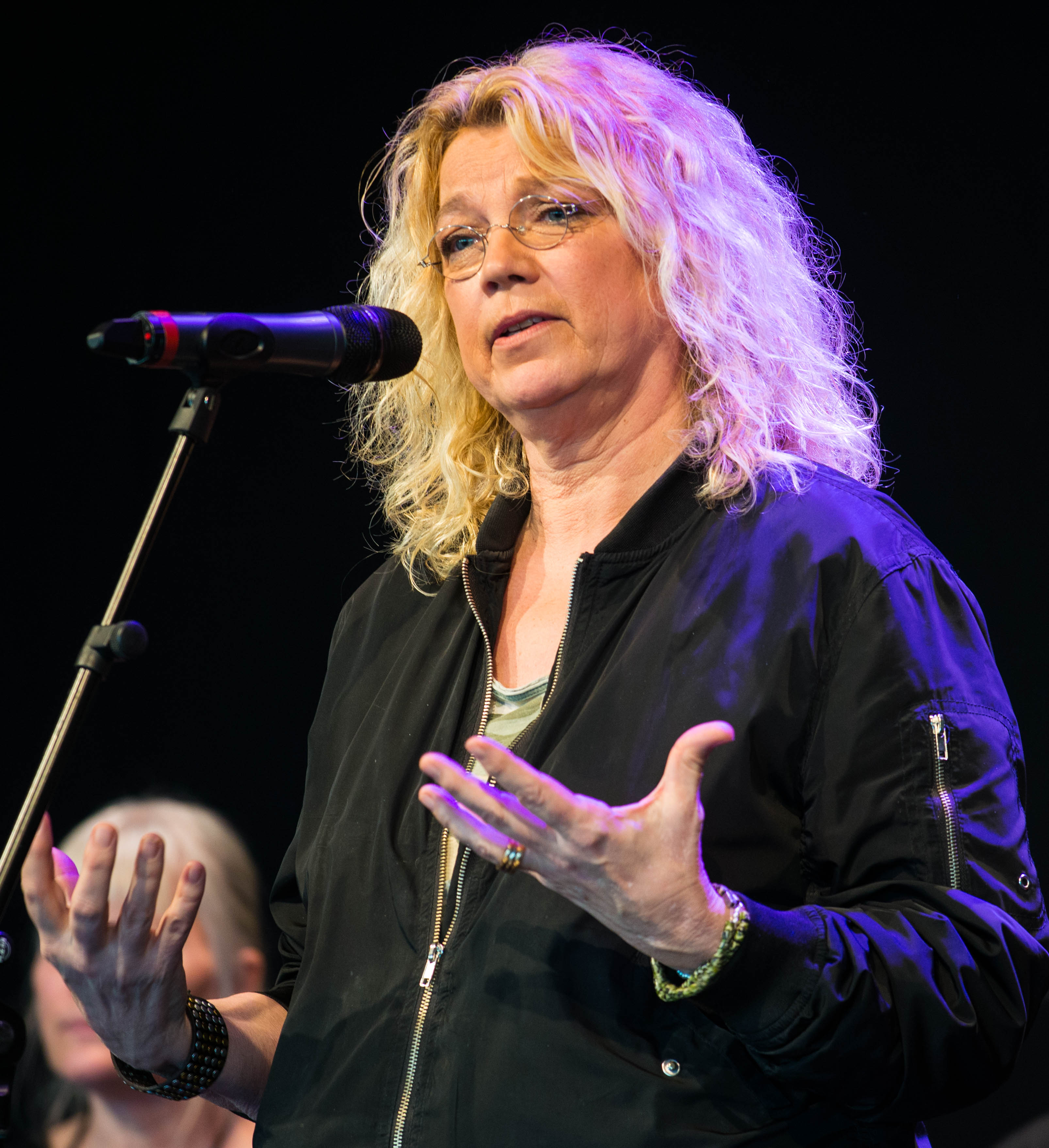
Elisabeth Ohlson Wallin (* 1961)

- 1961ː Elisabeth Ohlson Wallin, schwedische Fotografin und bildende Künstlerin
- 1962: Klaus-Jürgen Deuser, deutscher Moderator und Comedian
- 1963: Oliver Breite, deutscher Schauspieler
- 1963: Gavin Harrison, britischer Schlagzeuger
- 1964: David Baddiel, britischer Komiker, Autor und Fernsehdarsteller
- 1964: Jeff Fenech, australischer Boxer und Boxtrainer
- 1964: Birgit Kreipe, deutsche Lyrikerin
- 1964: Mark MacKay, deutsch-kanadischer Eishockeynationalspieler und Spielerberater
- 1964: Christa Miller, US-amerikanische Schauspielerin und Ex-Fotomodell
- 1964: Clemens Nieting, Abgeordneter der Hamburgischen Bürgerschaft
- 1964: Theo Pointner, deutscher Kriminalromanautor
- 1964: Matthias Reinschmidt, deutscher Biologe, Tierphysiologe und Zoodirektor
- 1964: Peter Schröder, österreichischer Filmregisseur, -editor und Musiker
- 1964: Marco Spitzar, deutsch-österreichischer Konzeptkünstler und Medienfachmann
- 1964: Phil Vassar, US-amerikanischer Country-Musiker
- 1966: Martin Bayerstorfer, deutscher Politiker
- 1966: Sina, Schweizer Mundartrocksängerin
- 1966: Sibylle Tafel, deutsche Regisseurin
- 1967: Sunday Adelaja, ukrainischer Prediger
- 1967: Tania Evans, britische Sängerin (Culture Beat)
- 1967: Angelika Lohwasser, österreichische Ägyptologin mit Schwerpunkt Sudanarchäologie
- 1967: Omar Pedrini, italienischer Musiker
- 1968: Jim Long, kanadischer Dartspieler

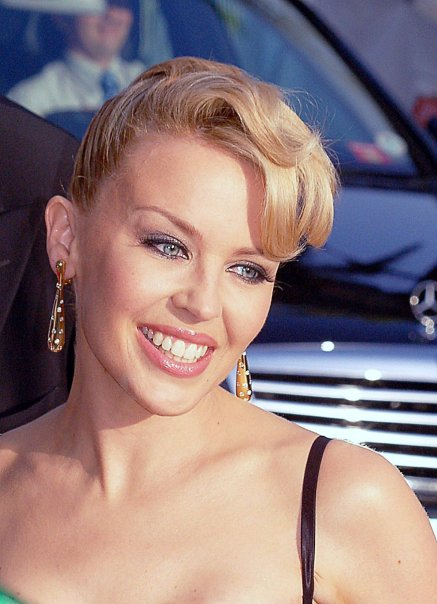
Kylie Minogue (* 1968)

- 1968: Kylie Minogue, australische Sängerin und Schauspielerin
- 1968: Claudio Scremin, kanadischer Eishockeyspieler
- 1969: Werner Amon, österreichischer Politiker
- 1969: Eric Fish, deutscher Sänger und Musiker
- 1970: Žana Lelas, jugoslawische Basketballspielerin
- 1970: Mark Richardson, britischer Schlagzeuger
- 1971: Katja Aßmann, deutsche Kulturmanagerin und Kuratorin
- 1971: Thomas Bartholomäus, deutscher Schauspieler und Sprecher
- 1971: Isabelle Carré, französische Filmschauspielerin
- 1971: Jekaterina Alexandrowna Gordejewa, russische Eiskunstläuferin
- 1971: Marco Rubio, US-amerikanischer Politiker der Republikanischen Partei
- 1972: Kate Ashfield, britische Schauspielerin

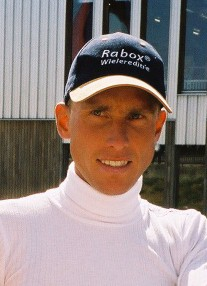
Michael Boogerd (* 1972)

- 1972: Michael Boogerd, niederländischer Radrennfahrer
- 1972: Steven Bryant, US-amerikanischer Komponist
- 1972: Boris Palmer, deutscher Politiker (parteilos), Oberbürgermeister von Tübingen
- 1973: Paolo Amodio, luxemburgischer Fußballspieler und -trainer
- 1974: Hans Jörg Butt, deutscher Fußballspieler
- 1974: Romain Duris, französischer Schauspieler
- 1974: Florian Weber, deutscher Schlagzeuger
- 1975: Chalid Arrab, deutscher Mixed-Martial-Arts-Kämpfer

#### 1976–2000

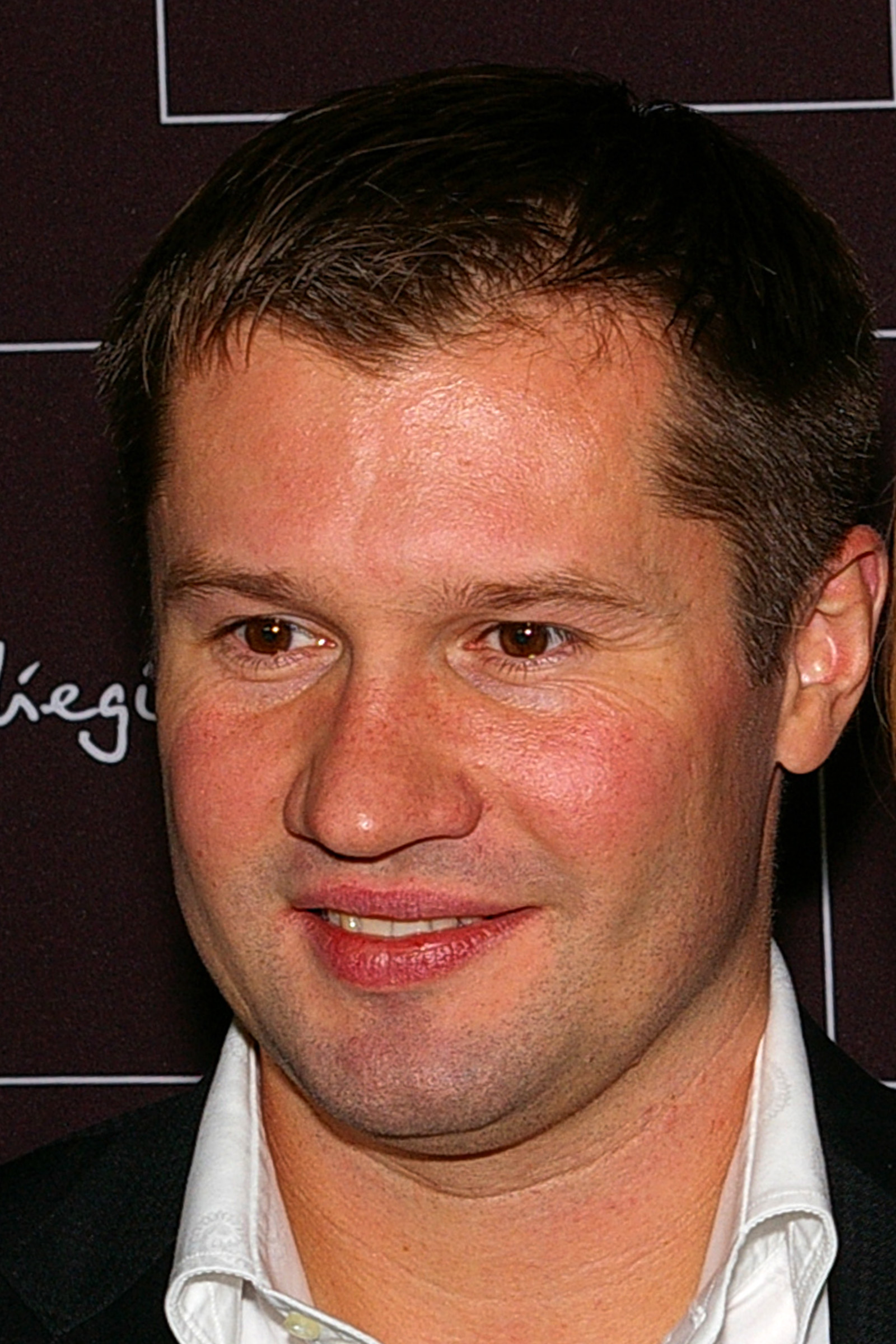
Alexei Nemow (* 1976)

- 1976: Alexei Jurjewitsch Nemow, russischer Kunstturner und Olympiasieger
- 1976: Judit Neumann, deutsche Juristin und Richterin am Bundessozialgericht
- 1976: Franz-Günter Roth, Brigadegeneral des Heeres der Bundeswehr
- 1976: Michael Thurk, deutscher Fußballspieler
- 1977: Jennie Abrahamson, schwedische Pop-Sängerin und Songschreiberin
- 1977: Annett Gamm, deutsche Wasserspringerin
- 1978: Ferréol Cannard, französischer Biathlet
- 1979: Nonso Anozie, britischer Schauspieler
- 1979: Monica Keena, US-amerikanische Schauspielerin
- 1980: Sarah Nemtsov, deutsche Komponistin
- 1980: Olivier Thomert, französischer Fußballspieler
- 1981: Adam Green, US-amerikanischer Sänger
- 1981: Boris Herrmann, deutscher Berufs-Segelsportler
- 1981: Derval O’Rourke, irische Leichtathletin
- 1981: Janne Schäfer, deutsche Schwimmerin

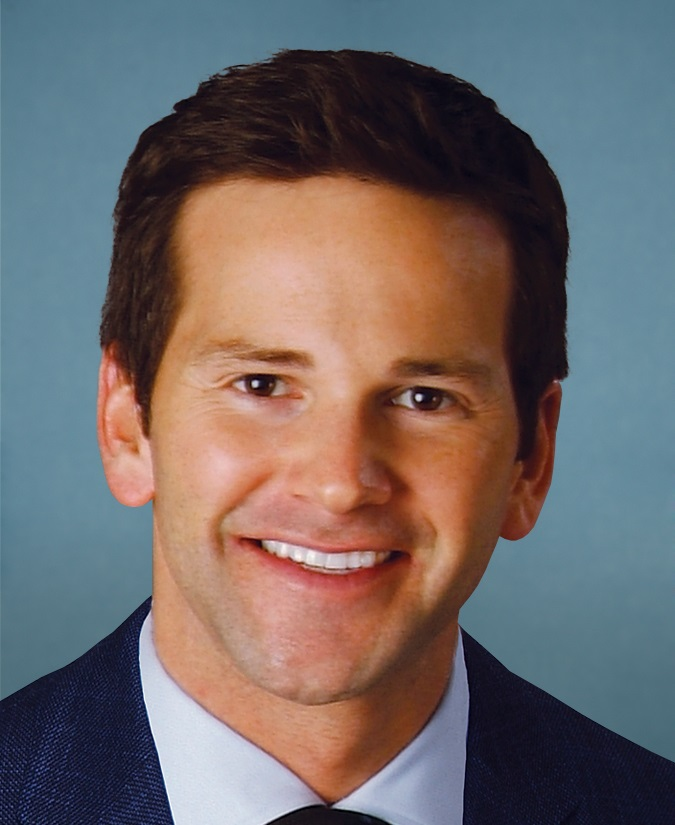
Aaron Schock (* 1981)

- 1981: Aaron Schock, US-amerikanischer Politiker
- 1981: Gábor Talmácsi, ungarischer Motorradrennfahrer
- 1982: Leticia Brunati, argentinische Handballtrainerin
- 1982: Marisa Brunner, Schweizer Fußballerin
- 1983: Metin Akan, türkischer Fußballspieler
- 1983: Jernej Damjan, slowenischer Skispringer
- 1983: Matthias Lehmann, deutscher Fußballspieler
- 1985: Carey Mulligan, Britische Schauspielerin
- 1985: Colbie Caillat, US-amerikanische Singer-Songwriterin
- 1985: Sebastian Urzendowsky, deutscher Schauspieler
- 1985: Kevin Wölk, deutscher Fußballspieler
- 1986: Berrick Barnes, australischer Rugbyspieler
- 1986: Colby Lopez, US-amerikanischer Wrestler
- 1986: Sami Allagui, deutsch-tunesischer Fußballspieler
- 1987: Martin Oschatz, deutscher Chemiker

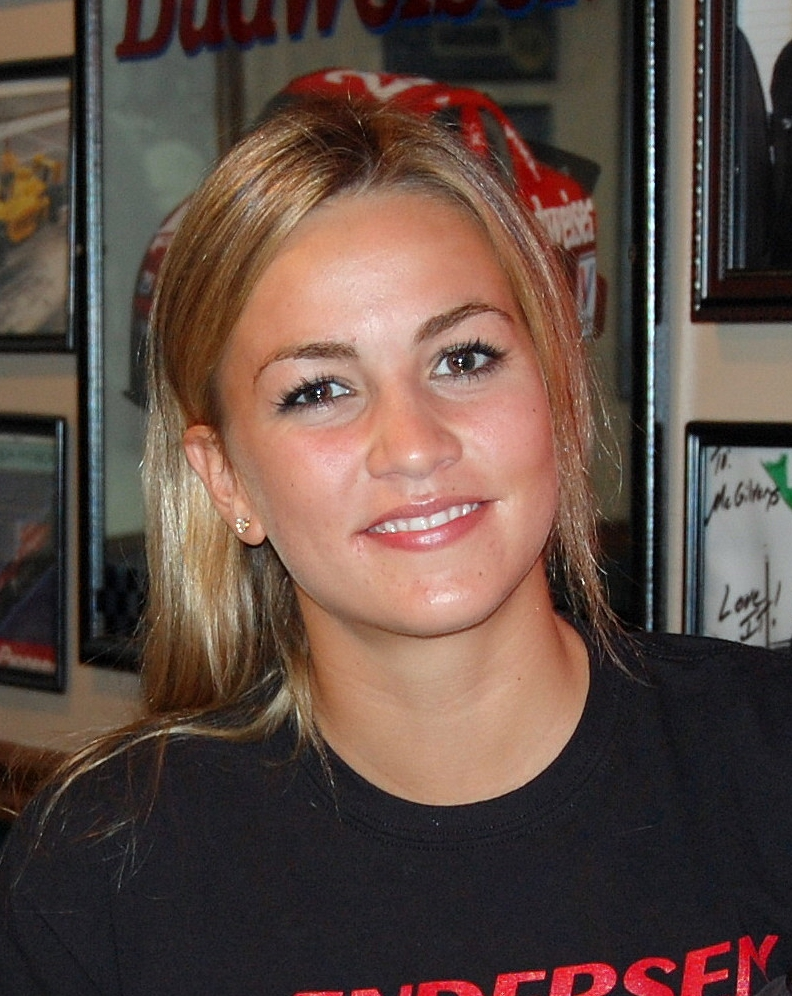
Carmen Jordá (* 1988)

- 1988: Carmen Jordá, spanische Automobilrennfahrerin
- 1988: Larissa Rieß, deutsche Moderatorin, DJ und Sängerin
- 1988: Ufo361, deutscher Rapper
- 1989: Lauri Asikainen, finnischer Skisportler
- 1989: Peter Dorfmayr, österreichischer Hornist
- 1990: Tobias Bogner, deutscher Skispringer
- 1990: Rohan Dennis, australischer Radrennfahrer
- 1990: Jamina Roberts, schwedische Handballspielerin
- 1990: Ruben Rupp, deutscher Politiker
- 1990: Kyle Walker, englischer Fußballspieler

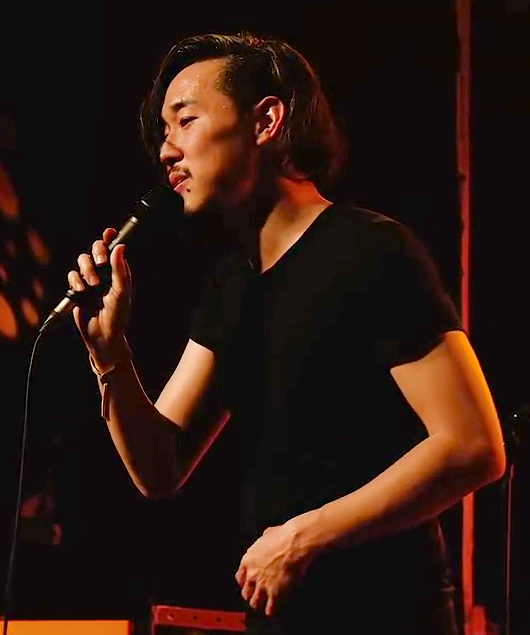
Gene Shinozaki (* 1991)

- 1991: Gene Shinozaki, japanisch-amerikanischer Beatboxer, Webvideoproduzent, Singer-Songwriter, Straßenperformer, Multiinstrumentalist und Musikproduzent
- 1991: Ji Dong-won, südkoreanischer Fußballspieler
- 1991: Alexandre Lacazette, französischer Fußballspieler
- 1993: Jaelene Daniels, US-amerikanische Fußballspielerin
- 1994: Son Yeon-jae, südkoreanische rhythmische Sportgymnastin
- 1994: John Stones, englischer Fußballspieler
- 1996: José Gutiérrez, mexikanischer Automobilrennfahrer
- 1996: Ben Thomas, kanadischer Eishockeyspieler
- 1999: Cameron Boyce, US-amerikanischer Schauspieler
- 2000: Moritz Bachmann, österreichischer Handballspieler
- 2000: Phil Foden, englischer Fußballspieler

### 21. Jahrhundert
- 2001: Lovro Planko, slowenischer Biathlet
- 2001: Izabela Vidovic, US-amerikanische Schauspielerin

## Gestorben

### Vor dem 18. Jahrhundert
- 0576: Germanus, Bischof von Paris
- 0812: Wilhelm von Aquitanien, Graf von Toulouse
- 1089: Lanfrank von Bec, mittelalterlicher Theologe und Erzbischof von Canterbury
- 1172: Vitale Michiel II., 38. Doge von Venedig
- 1206: Ubaldesca Taccini, italienische Nonne und Heilige
- 1242: Guillaume Arnaud, Inquisitor von Toulouse
- 1295: Konrad II., Bischof von Minden
- 1321: John Iweyn, englischer Ritter
- 1327: Robert Baldock, englischer Geistlicher

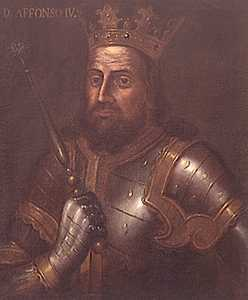
Alfons IV.(† 1357)

- 1357: Alfons IV., König von Portugal
- 1365: Roger de Pins, Großmeister der Johanniter
- 1419: Johannes von Wallenrode, Ritter im Deutschen Orden, Erzbischof von Riga und Bischof von Lüttich
- 1427: Erich I., Herzog zu Braunschweig-Lüneburg und Fürst von Braunschweig-Grubenhagen
- 1427: Heinrich IV. von Holstein, Graf von Holstein und Herzogprätendent von Schleswig
- 1444: Wildhans von Breitenlandenberg, Schweizer Adeliger und Hauptmann von Greifensee
- 1452: Heinrich X., Herzog von Haynau
- 1462: Luis de Beaumont, navarresischer Adliger, 1. Conde de Lerín
- 1489: Gerontius, russischer Geistlicher, Bischof von Kolomna, Metropolit von Moskau
- 1505: Ascanio Sforza, Erzbischof von Eger, Kardinal
- 1509: Caterina Sforza, Gräfin von Forli
- 1513: Heinrich VIII., Graf von Waldeck
- 1519: Bernardo Bembo, Staatsmann der Republik Venedig
- 1523: Ludwig I., Graf von Nassau-Weilburg
- 1531: Balthasar Merklin, Reichsvizekanzler des Heiligen Römischen Reiches
- 1541: Margaret Pole, 8. Countess of Salisbury, englische Adelige, Märtyrerin
- 1551: Johannes Aal, Schweizer Theologe, Komponist und Dramatiker
- 1565: Mikołaj Radziwiłł Czarny, litauischer Adeliger, Beamter und Staatsmann
- 1575: Sophia Jagiellonica, Herzogin von Braunschweig-Wolfenbüttel
- 1583: Lazarus von Schwendi, deutscher Diplomat, Staatsmann und General
- 1599: Maria von Nassau, Gräfin von Nassau, Katzenelnbogen, Vianden und Diez
- 1604: Johann von Wattenwyl, Schultheiss von Bern
- 1607: Georg Mylius, deutscher Theologe
- 1607: Georg Popel von Lobkowicz, böhmischer Adeliger und Politiker
- 1626: Thomas Howard, 1. Earl of Suffolk, englischer Politiker
- 1637: Anton Matthäus I. deutscher Rechtswissenschaftler
- 1650: Agnes, Prinzessin von Hessen-Kassel und Fürstin von Anhalt-Dessau
- 1651: Henry Grey, 10. Earl of Kent, englischer Adeliger
- 1662: Robert Douglas, schottisch-schwedischer Feldmarschall
- 1672: Edward Montagu, 1. Earl of Sandwich, englischer Admiral und Politiker
- 1672: Richard Nicolls, englischer Kolonialbeamter, Gouverneur von New York
- 1678: Daniel Herz, deutsch-österreichischer Orgelbauer
- 1700: Jan Six, niederländischer Kunstsammler und Mäzen, Regent von Amsterdam

### 18. Jahrhundert
- 1709: Friederike von Sachsen-Gotha-Altenburg, Fürstin von Anhalt-Zerbst
- 1713: Caspar Corswant, Bürgermeister von Stargard in Pommern
- 1713: Georg Otho, deutscher Orientalist
- 1724: Michael Butterfield, englischer Hersteller wissenschaftlicher Instrumente in Paris
- 1739: James Anderson, schottischer Prediger

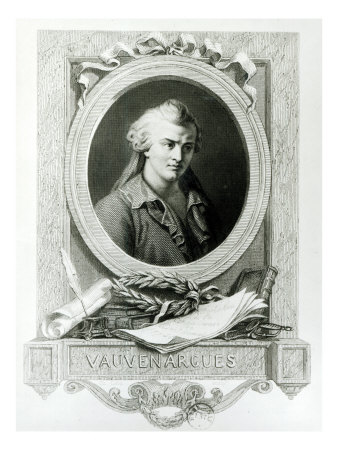
Luc de Clapiers († 1747)

- 1747: Luc de Clapiers, Marquis de Vauvenargues, französischer Philosoph, Moralist und Schriftsteller
- 1749: Pierre Subleyras, französischer Maler
- 1750: Franz Anton Baumann, österreichischer Kirchenmusiker und Komponist
- 1750: Samuel Lutz, Schweizer pietistischer Pfarrer
- 1750: Sakuramachi, 115. Kaiser von Japan
- 1752: Renatus von Zinzendorf, deutscher Kirchenlieddichter
- 1753: Sóror Maria do Céu, portugiesische Nonne, Lyrikerin und Dramatikerin
- 1758: Ernst August II. Konstantin, Herzog von Sachsen-Weimar und Sachsen-Eisenach
- 1762: Gustav Adolf von Gotter, deutscher Diplomat und Kunstmäzen
- 1763: Jacob Hochbrucker, deutscher Harfenist, Zupfinstrumentenbauer, Geigenbauer und Lautenmacher
- 1763: Diego Silang, philippinischer Aufständischer
- 1767: Maria Josepha von Bayern, Kaiserin des Heiligen Römischen Reichs
- 1773: Georg Gottlob Richter, deutscher Mediziner
- 1787: Leopold Mozart, Salzburger Geiger, Musikpädagoge, Komponist
- 1796: Fjodor Grigorjewitsch Orlow, russischer Generalleutnant, Bruder von Grigori Orlow

### 19. Jahrhundert
- 1804: Castolus Reichlin von Meldegg, letzter Fürstabt von Kempten

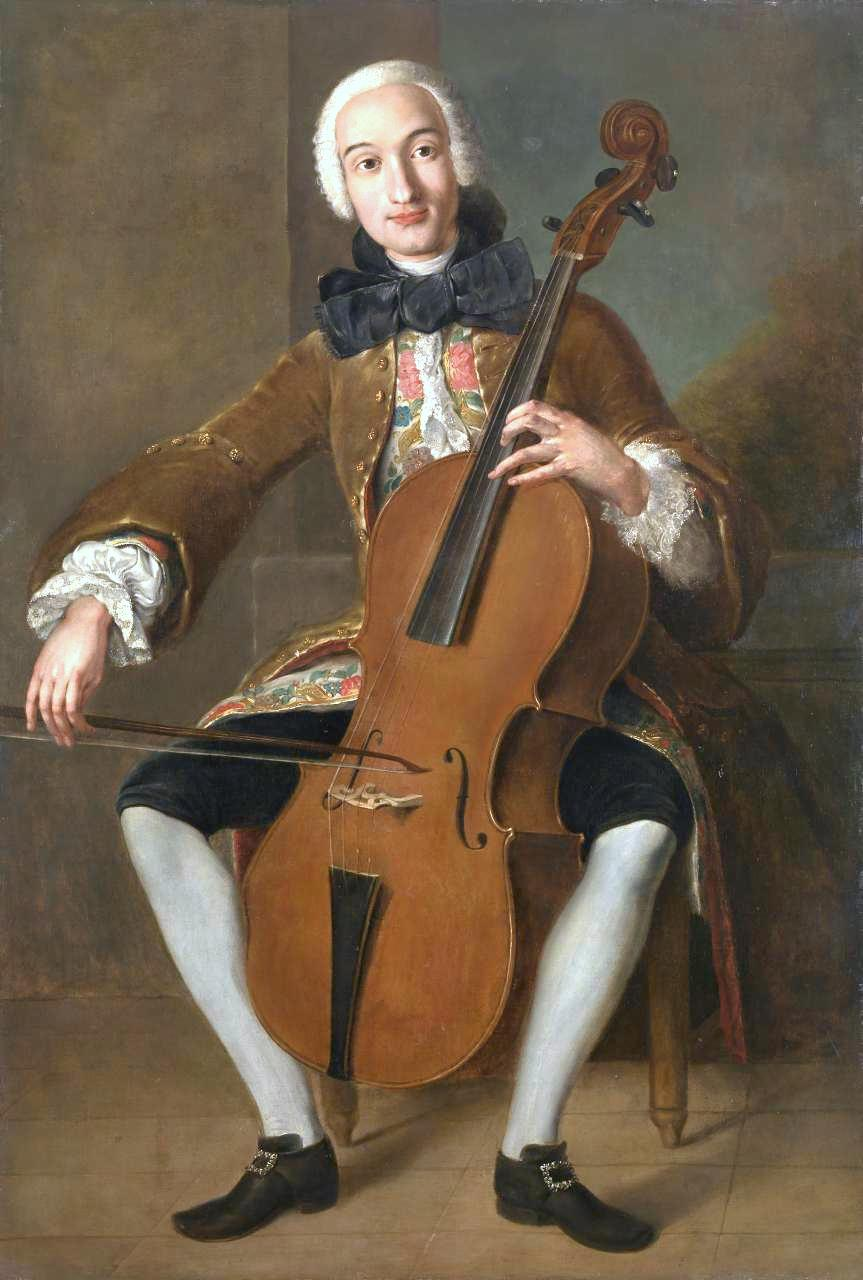
Luigi Boccherini († 1805)

- 1805: Luigi Boccherini, italienischer Komponist und Cellist
- 1814: William Eden, 1. Baron Auckland, britischer Diplomat
- 1828: Andreas Schumann, deutscher Pädagoge und Autor
- 1833: Friedrich Haeffner, schwedischer Komponist
- 1836: Anton Reicha, tschechischer Komponist
- 1837: Friedrich Carl August Rücker, deutscher Buchhändler und Verleger
- 1849: Anne Brontë, britische Schriftstellerin
- 1862: Lew Alexandrowitsch Mei, russischer Dichter
- 1864: Josef Netzer, österreichischer Komponist und Dirigent
- 1869: Ernst Wilhelm Hengstenberg, deutscher protestantischer Theologe
- 1872: Sophie Friederike von Bayern, bayerische Prinzessin, Erzherzogin von Österreich

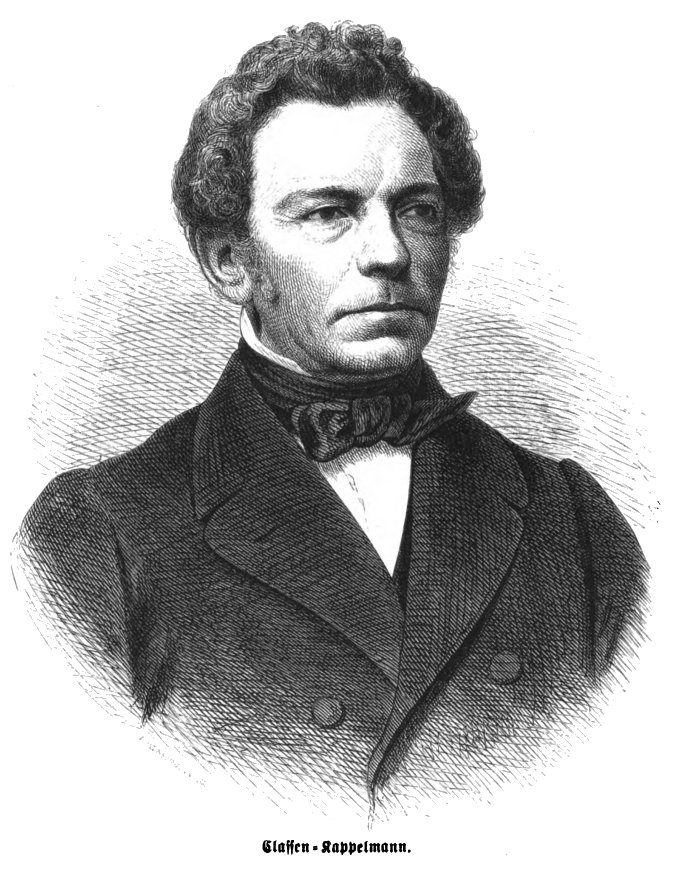
Johann Classen-Kappelmann († 1879)

- 1879: Johann Classen-Kappelmann, deutscher Unternehmer und Politiker
- 1883: Karl August Freyer, deutsch-polnischer Organist und Komponist
- 1885: Ferdinand Duysing, deutscher Jurist
- 1890: Carlos Céleo Arias López, Präsident von Honduras
- 1890: Otto Mengelberg, deutscher Historien- und Porträtmaler und Lithograf
- 1890: Victor Ernst Nessler, deutscher Komponist
- 1893: Felipe Villanueva, mexikanischer Komponist
- 1895: Josef Ignaz Amiet, Schweizer Historiker, Staatsschreiber und Staatsarchivar
- 1895: Walter Q. Gresham, US-amerikanischer Politiker
- 1900: Louis Deffès, französischer Komponist und Musikpädagoge

### 20. Jahrhundert

#### 1901–1950

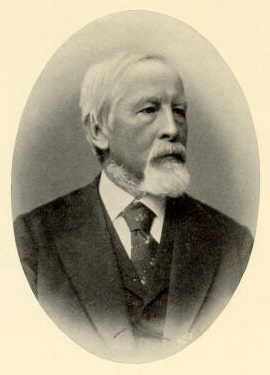
Adolf Kußmaul († 1902)

- 1902: Adolf Kußmaul, deutscher Arzt und medizinischer Forscher
- 1905: Balduin Möllhausen, deutscher Reisender und Schriftsteller
- 1905: Friedrich Junge, deutscher Biologe
- 1907: Valdemar Tofte, dänischer Geiger und Musikpädagoge
- 1908: Alfred Trappen, deutscher Maschinenbauingenieur
- 1910: Kálmán Mikszáth, ungarischer Schriftsteller
- 1910: Emil Zuckerkandl, österreichischer Mediziner
- 1912: Paul Émile Lecoq de Boisbaudran, französischer Chemiker
- 1912: Oskar Merkel, deutscher Industrieller
- 1915: Johann Lachmayr, österreichischer Orgelbauer
- 1916: Albert Lavignac, französischer Musikwissenschaftler und Komponist

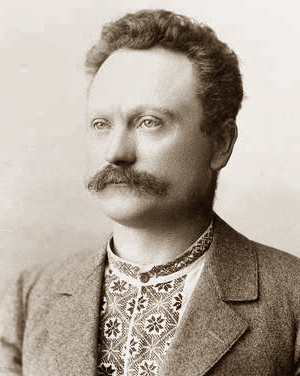
Iwan Franko († 1916)

- 1916: Iwan Franko, ukrainischer Dichter und Schriftsteller
- 1918: Richard Aßmann, deutscher Meteorologe
- 1922: Emilio Zanini, Schweizer Lehrer und Schriftsteller
- 1924ː Elisabeth Jensen, deutsche Politikerin (SPD)
- 1925: João Pinheiro Chagas, portugiesischer Journalist, Diplomat und Ministerpräsident
- 1930: Louis Luçon, Erzbischof von Reims
- 1931: Jacques Normand, französischer Schriftsteller
- 1933: Marga von Etzdorf, deutsche Fliegerin
- 1934: Leonhard Angerer, österreichischer Naturforscher
- 1936: Bertha Pappenheim, österreichisch-deutsche Frauenrechtlerin, Sozialpionierin, Gründerin des Jüdischen Frauenbundes, Patientin Anna O. von Sigmund Freud
- 1936: Karl Litzmann, deutscher General der Infanterie im Ersten Weltkrieg
- 1936: Louis Vivin, französischer Maler
- 1937: Alfred Adler, österreichischer Mediziner, Begründer der Individualpsychologie
- 1938: Diedrich Speckmann, deutscher Schriftsteller
- 1939: Rose Austerlitz, deutsche Schriftstellerin und Redakteurin
- 1940: Friedrich Karl von Hessen, Prinz und Landgraf zu Hessen und König von Finnland
- 1940: Walter Connolly, US-amerikanischer Schauspieler
- 1940: Eugène Deschenaux, Schweizer Jurist und Politiker
- 1941: Theodor Siebs, deutscher Germanist
- 1942ː Rosa Menzer, deutsche Antifaschistin und Arbeiterfunktionärin, NS-Opfer
- 1942ː Mary Pünjer, deutsche lesbische Verkäuferin und Opfer des Holocaust
- 1944: Josefine Dora, österreichische Schauspielerin
- 1946: Carter Glass, US-amerikanischer Politiker
- 1948: Hubert Eisdell, englischer Sänger

#### 1951–2000
- 1953: Agustín Abarca, chilenischer Maler
- 1953: Hori Tatsuo, japanischer Schriftsteller
- 1955: Arthur Luther, deutscher Literaturwissenschaftler, Bibliothekar, Übersetzer und Dolmetscher
- 1957: Martin Wagner, deutscher Architekt und Stadtplaner
- 1959: Ludlow Griscom, US-amerikanischer Ornithologe und Botaniker
- 1963: Dina Kuhn, österreichische Keramikerin
- 1963: Wissarion Schebalin, russischer Komponist
- 1967: Doc Walsh, US-amerikanischer Country-Musiker
- 1970: Iuliu Hossu, Bischof von Fagaras

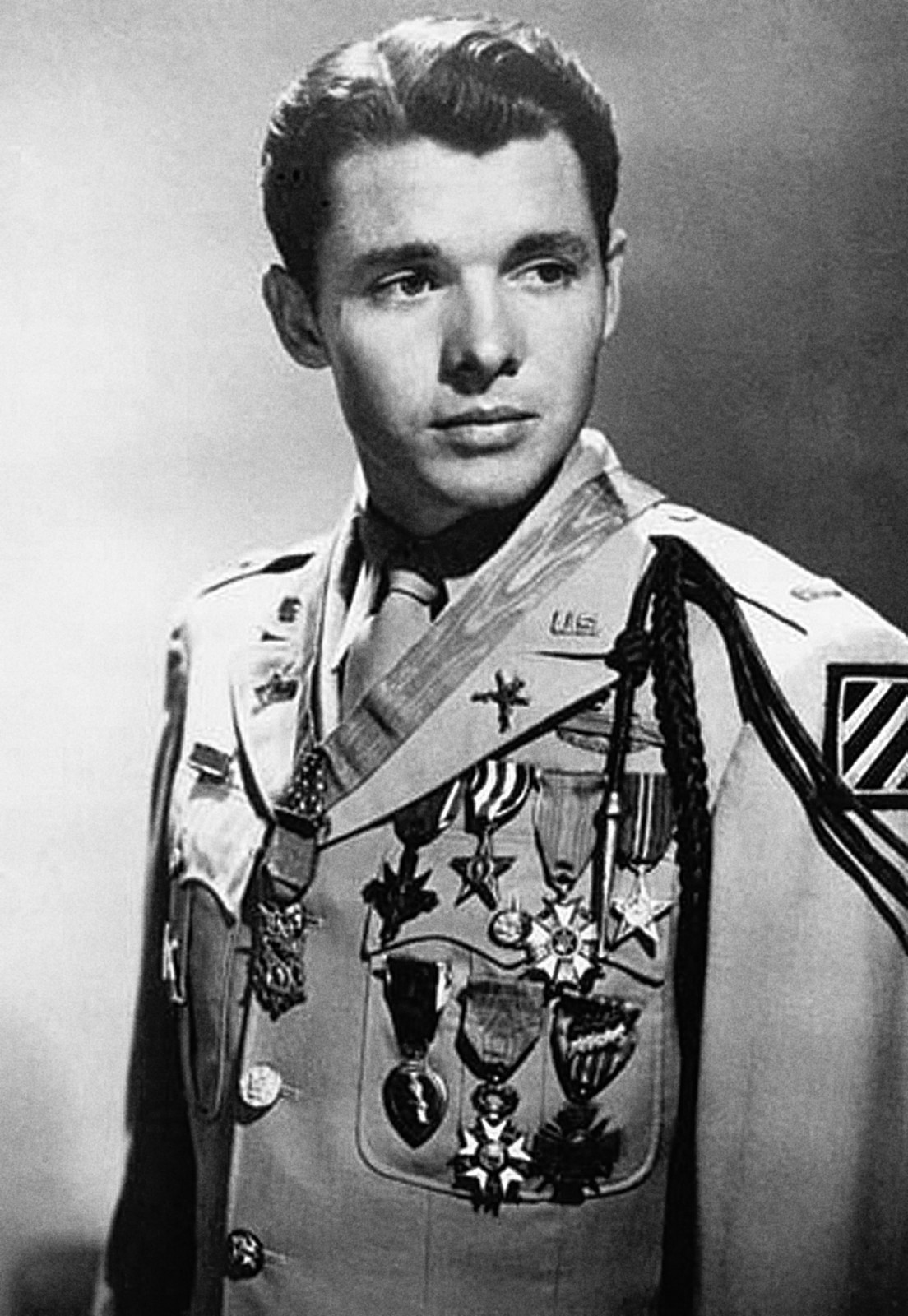
Audie Murphy († 1971)

- 1971: Audie Murphy, US-amerikanischer Filmschauspieler
- 1971: Jean Vilar, französischer Schauspieler
- 1972: Eduard VIII. König von Großbritannien
- 1972: Luis de la Fuente, mexikanischer Fußballspieler
- 1974: Hans Georg Wunderlich, deutscher Geologe
- 1975: Lung Chien, chinesischer Filmregisseur
- 1976: Steffan Danielsen, färöischer Maler
- 1976: Dale Van Every, US-amerikanischer Schriftsteller und Drehbuchautor
- 1977: Adolf Horion, deutscher Geistlicher und Entomologe
- 1977: Jiří Reinberger, tschechischer Organist, Musikpädagoge und Komponist
- 1977: Paula Schlier, deutsche Schriftstellerin und investigative Journalistin
- 1979: Irene Schaschl-Schuster, österreichische Kunstgewerblerin
- 1981: Garland Grange, US-amerikanischer American-Football-Spieler
- 1981: Mary Lou Williams, US-amerikanische Jazzpianistin

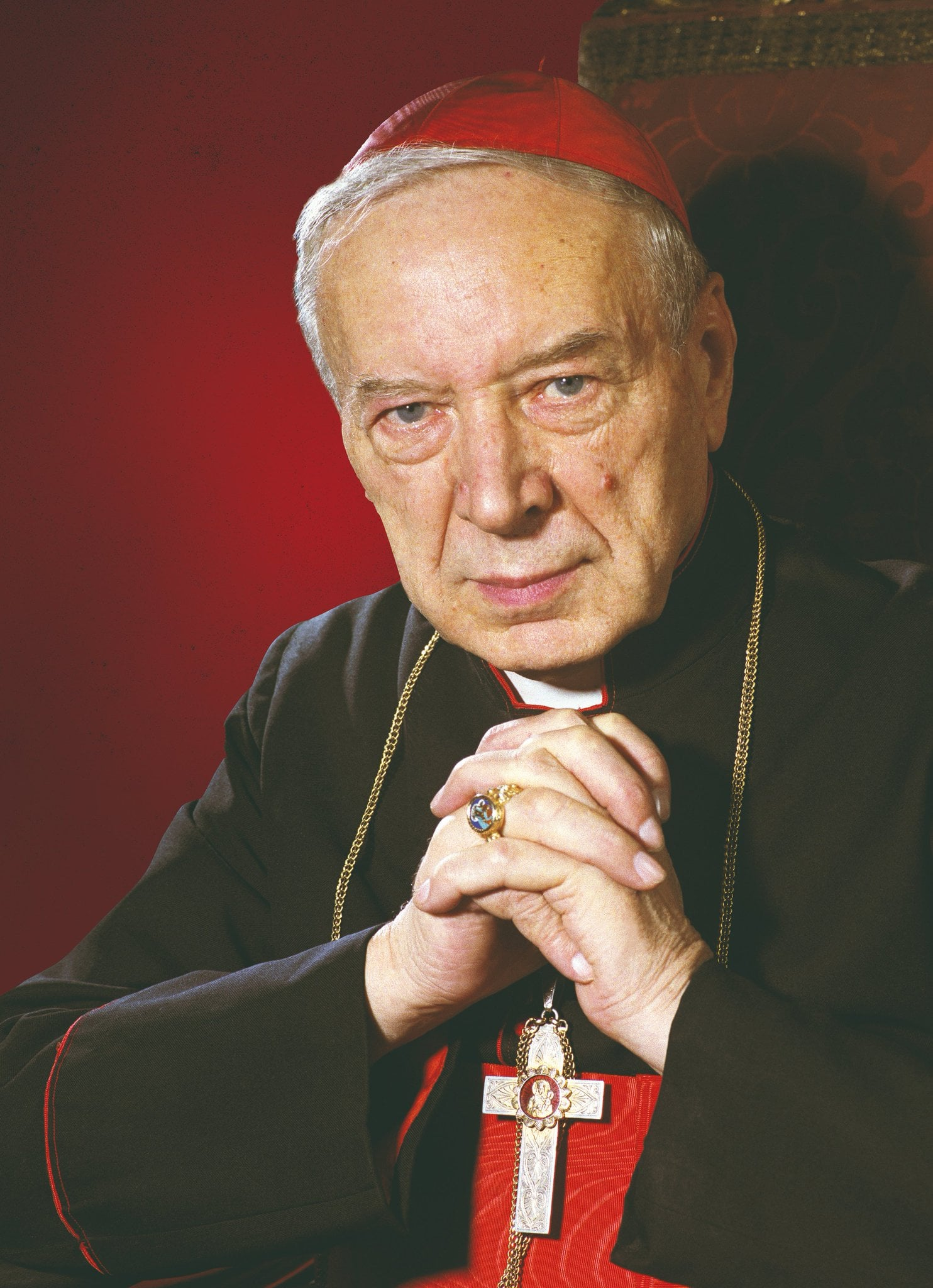
Stefan Wyszyński († 1981)

- 1981: Stefan Wyszyński, polnischer Geistlicher, Erzbischof von Warschau, Primas von Polen
- 1983: Pitseolak Ashoona, kanadische Inuit-Künstlerin
- 1983: Oscar Gans, deutscher Dermatologe
- 1984: Marco Tulio Maristany, venezolanischer Sänger
- 1985: Nils Nobach, deutscher Schlagerkomponist und -produzent
- 1989: Iván Palazzese, venezolanischer Motorradrennfahrer
- 1989: Takada Toshiko, japanische Lyrikerin
- 1989: Erwin Welke, deutscher Politiker
- 1990: Taiichi Ōno, japanischer Ingenieur und Erfinder
- 1990: Wilhelm Wagenfeld, deutscher Gebrauchs-Designer
- 1990: Gundel Wittmann, deutsche Leichtathletin und Handballspielerin
- 1991: Ernst Anders, österreichischer Schauspieler
- 1991ː Brigitte Bermann Fischer, deutsche Verlegerin, Schriftsetzerin und Kalligraphin
- 1992: Pierre Grosheintz, Schweizer Staatsbeamter
- 1993: Ugo Locatelli, italienischer Fußballspieler, Weltmeister, Olympiasieger
- 1996: Jimmy Rowles, US-amerikanischer Jazzpianist
- 1999: Jan Lebenstein, polnischer Maler
- 1999: Aamir Ageeb, sudanesischer Flüchtling, Abschiebungsopfer
- 2000: Donald Watts Davies, britischer Physiker, Pionier der Informationstechnologie

### 21. Jahrhundert
- 2001: Tony Ashton, englischer Musiker
- 2002: Heinrich Oskar Kühner, Schweizer Pfarrer und Autor
- 2002: Peter Lohmeyer, deutscher Kap Hoornier, Marineoffizier, Kapitän, Pilot und Kommandant
- 2003: Friedrich W. Bauschulte, deutscher Schauspieler

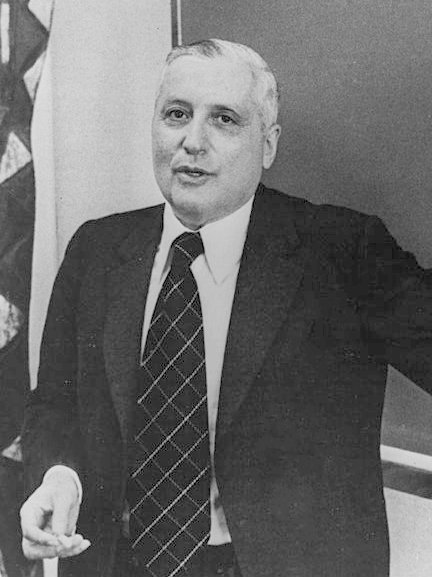
Ilya Prigogine († 2003)

- 2003: Ilya Prigogine, russisch-belgischer Chemiker, Nobelpreisträger
- 2003: Oleg Grigorjewitsch Makarow, sowjetischer Ingenieur und Kosmonaut
- 2004: Jerzy Klempel, polnischer Handballspieler
- 2006: Dezső Legány, ungarischer Musikwissenschaftler
- 2006: Umberto Masetti, italienischer Motorradrennfahrer
- 2007: Jörg Immendorff, deutscher Maler und Bildhauer
- 2007: David Eden Lane, US-amerikanischer Rechtsextremist und Autor
- 2007: Fritz Bornemann, deutscher Architekt
- 2008: Gerhard Konzelmann, deutscher Journalist
- 2009: Helmut Gestrich, deutscher Lokalpolitiker
- 2010: Gary Coleman, US-amerikanischer Schauspieler
- 2011: Alys Robi, kanadische Sängerin
- 2011: Luigi Valenzano, italienischer Automobilrennfahrer
- 2012: Harry Parker, US-amerikanischer Baseballspieler
- 2013: Eddi Arent, deutscher Schauspieler und Komiker
- 2013: Wiktor Georgijewitsch Kulikow, sowjetischer Marschall

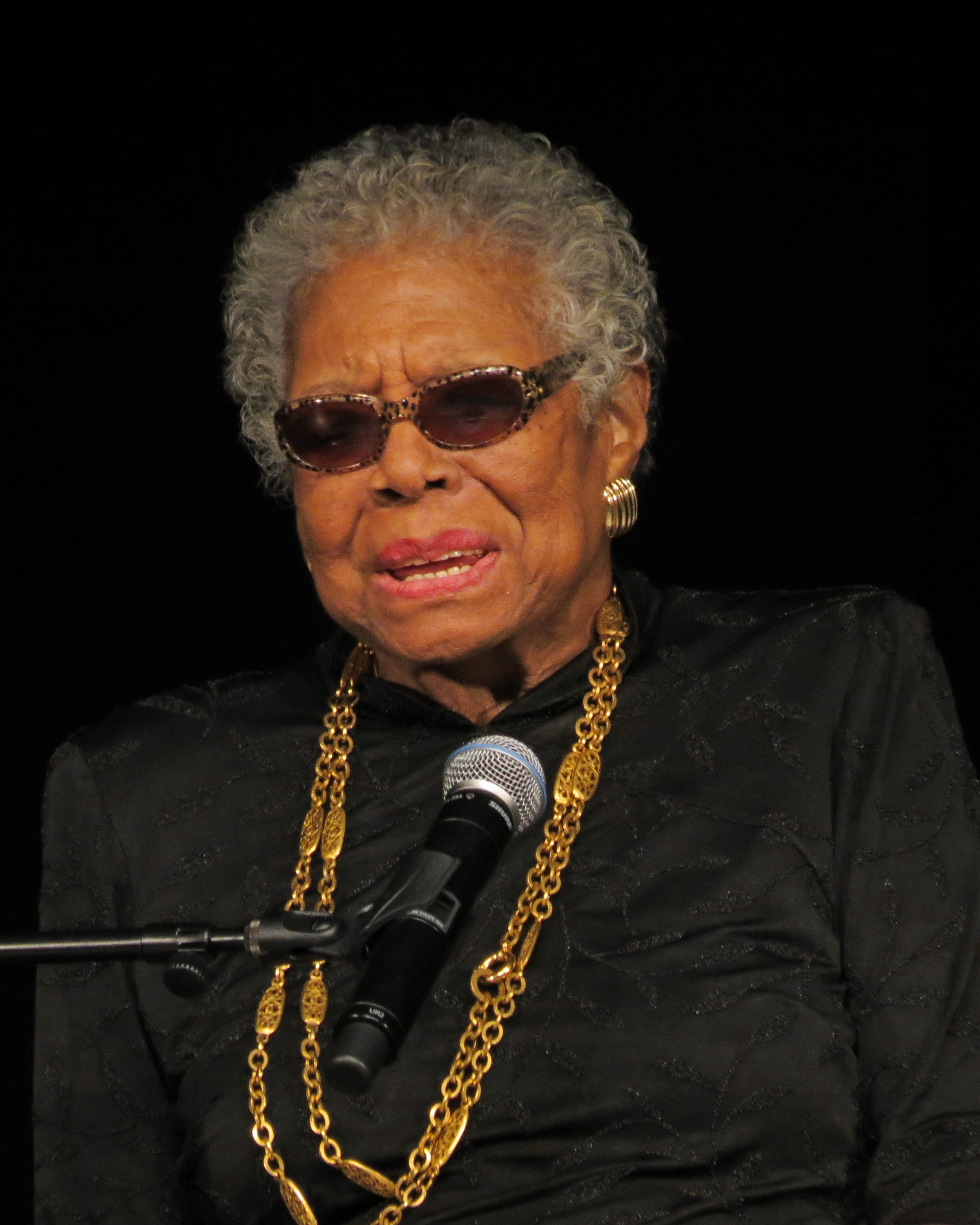
Maya Angelou († 2014)

- 2014: Maya Angelou, US-amerikanische Schriftstellerin und Bürgerrechtlerin
- 2014: Ali Çoban, türkischer Fußballspieler und -trainer
- 2015: Hans Bender, deutscher Schriftsteller und Herausgeber
- 2015: Hans Georg Fassbender, deutscher Pathologe
- 2016: Werner Reutter, deutscher Mediziner und Molekularbiologe
- 2016: Patrick Neill, Baron Neill of Bladen, britischer Politiker
- 2017: Eric Broadley, britischer Fahrzeugkonstrukteur und Unternehmer
- 2017: Volker Weise, deutscher Journalist
- 2018: Serge Dassault, französischer Unternehmer
- 2018: Jens Christian Skou, dänischer Biophysiker und Nobelpreisträger
- 2019: Andre Asriel, österreichisch-deutscher Komponist
- 2019: Karl-Bernhard Gundlach, deutscher Mathematiker und Hochschullehrer
- 2019: Edward Seaga, jamaikanischer Politiker
- 2020: Bob Kulick, US-amerikanischer Rockmusiker
- 2020: Bob Weighton, britischer Altersrekordler
- 2022: Walter Abish, US-amerikanischer Schriftsteller
- 2022: Evaristo Carvalho, são-toméischer Politiker
- 2022: Marion van de Kamp, deutsche Schauspielerin
- 2022: Bujar Nishani, albanischer Politiker
- 2025: Per Nørgård, dänischer Komponist

## Feier- und Gedenktage
- Kirchliche Gedenktage
  - Hl. Germanus von Paris, fränkischer Einsiedler und Priester, Bischof und Schutzpatron (katholisch, orthodox)
  - Carl Mez, deutscher Fabrikant und Wohltäter (evangelisch)
- Namenstage
  - Wilhelm
- Staatliche Feier- und Gedenktage
  - Äthiopien: Tag der Niederlage des Mengistu-Regimes (1991)
  - Aserbaidschan: Tag der Republik (1918)

Weitere Einträge enthält die Liste von Gedenk- und Aktionstagen.